# Île d'Oléron
L’île d’Oléron (en saintongeais Ilâte d’Olerun) est située dans le golfe de Gascogne, en région Nouvelle-Aquitaine, au large des côtes de la Charente-Maritime dont elle fait partie, à 1,5 km de la pointe Espagnole et à 14,5 km au nord de l'estuaire de la Gironde. Avec les îles de Ré, d'Aix, Madame et Nôle, elle fait partie de l'archipel charentais ; elle est séparée de la presqu'île de Marennes par le coureau d'Oléron, au nord, et de la presqu'île d'Arvert par le pertuis de Maumusson, au sud.
Plus grande île française métropolitaine après la Corse, avec 30 km de long sur 8 km dans sa plus grande largeur, elle a une superficie de 174 km2 et compte plus de 21 000 habitants permanents.
Au cours de son histoire, elle fait partie tantôt de l’ancienne province de l’Aunis, tantôt de l’ancienne province de Saintonge, au gré des nombreuses guerres, surtout pendant la période médiévale.

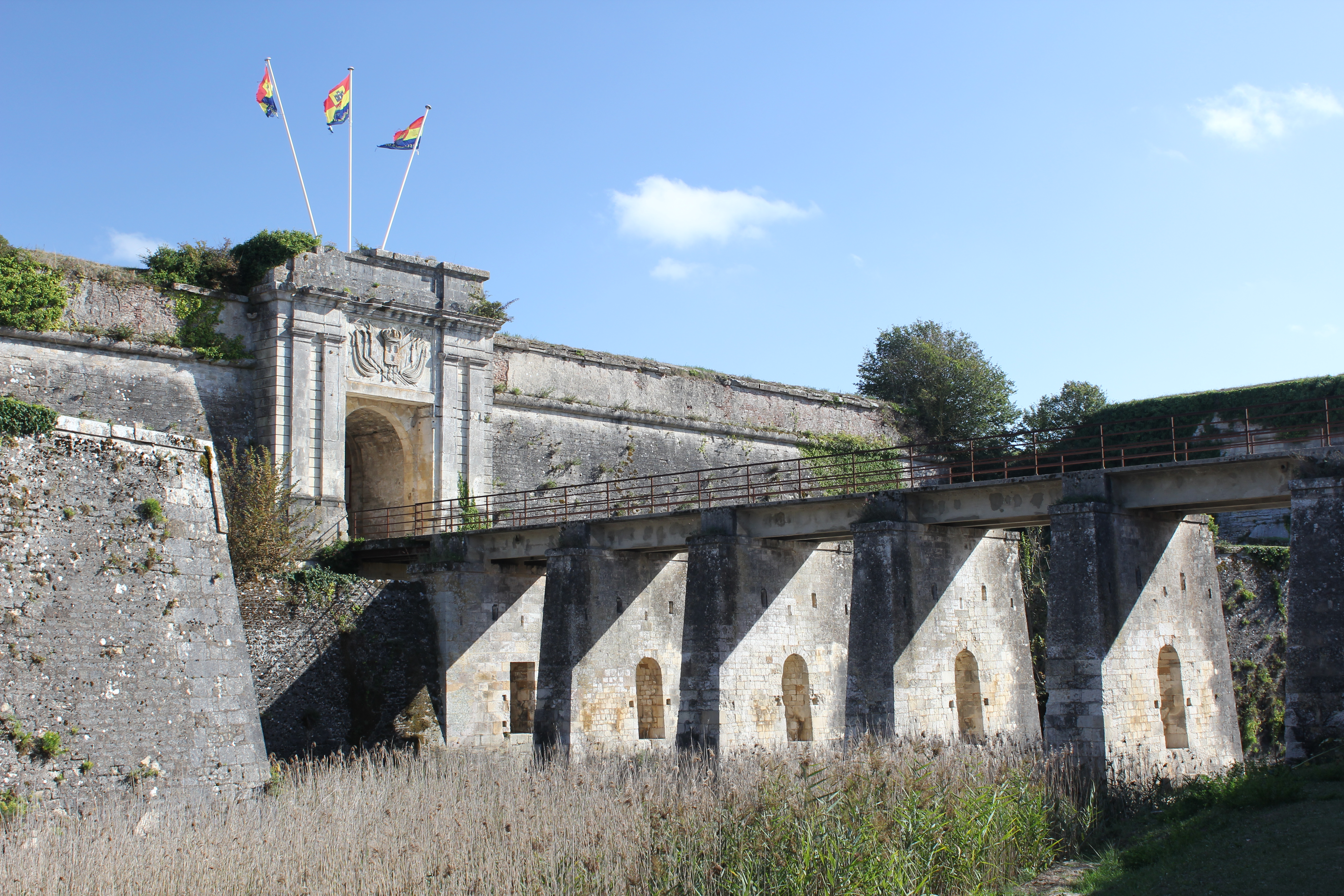
Citadelle du Château d'Oléron.

Administrativement, l’île d’Oléron correspond au canton de l'Île d'Oléron, depuis 2015. Son chef-lieu  actuel est Saint-Pierre-d'Oléron, principal pôle commercial et artisanal de l'île. Jusque sous l'Ancien Régime, c'est la ville du Château-d'Oléron, siège de la subdélégation et abritant la garnison de l'île, qui remplissait cette fonction.

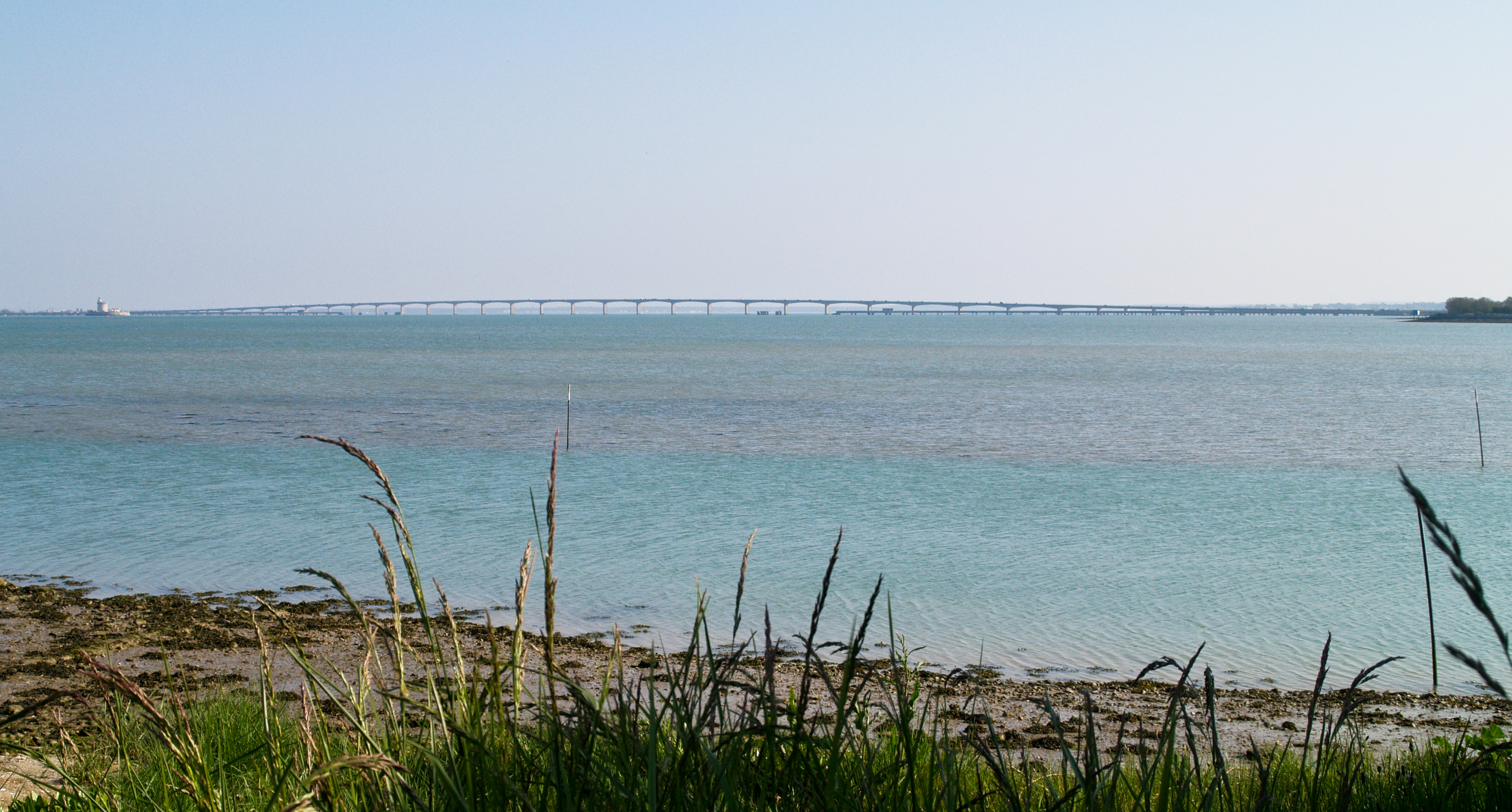
Le pont (viaduc) d'Oléron.

Depuis le 19 mars 1966, l’île est reliée au continent par le pont de l'île d'Oléron, long de 2 862 m, troisième plus long pont de France après celui l'île de Ré et celui de Saint-Nazaire, et est le plus ancien pont de France à relier le continent à une île.
Célébrée par Pierre Loti, elle est surnommée « Oléron la lumineuse » en raison de son fort taux d’ensoleillement tout au long de l'année.

## Toponymie
Oléron est connue au Ier siècle sous le nom d'Uliaros «in aquitanico sinu Vliaros» (Pline, Histoire Naturelle, livre IV. XXXIII.XIX)
Le nom Olarionensibus est utilisé au Ve siècle par l'évêque et écrivain gallo-romain Sidoine Apollinaire.
À la fin du XIIe siècle, l'île est dénommée «insula Oleronis».
Le nom actuel de l'île dérive du nom employé au Moyen Âge.

## Géographie

### Généralités géographiques
Bordée par le golfe de Gascogne, l'île d’Oléron est délimitée par deux détroits qui, localement, prennent le nom de pertuis :
- le pertuis d'Antioche, au nord, la sépare de l’île de Ré ;
- le pertuis de Maumusson, au sud, la sépare de la presqu'île d'Arvert ;
- la rade des Basques et de l’île d'Aix, au nord-est et à l’est, la séparent du continent.

L’île d’Oléron se trouve également située face à deux estuaires fluviaux, la Charente et la Seudre, qui jouent un rôle considérable pour ses activités économiques, ayant favorisé le développement de l’ostréiculture grâce à leur apport en eau douce. Depuis 1966, l’île a perdu partiellement son insularité avec la construction du tout premier pont français à relier une île au continent.
L'île est divisée administrativement en huit communes formant le canton de l'Île d'Oléron.
Du nord au sud, on trouve successivement:
- Saint-Denis-d'Oléron;
- La Brée-les-Bains;
- Saint-Georges-d'Oléron;
- Saint-Pierre-d'Oléron;
- Dolus-d'Oléron;
- Le Château-d'Oléron;
- Le Grand-Village-Plage;
- Saint-Trojan-les-Bains.

L’île est parsemée de nombreux villages et hameaux rattachés aux communes de l'île dont notamment: 
- Chaucre (au nord-ouest de Saint-Georges) était autrefois un important foyer de « naufrageurs », brigands qui attiraient les navires sur les rochers afin de les piller[6] ;
- Sauzelle (à l’est de Saint-Pierre), vanté par Pierre Loti qui l'avait rebaptisé « le village des Sorciers » dans son roman Prime Jeunesse[7] ;
- Boyardville (à l'est de Saint-Georges) petite bourgade paisible de bord de mer, sortie de terre en 1803, au moment de l'édification de Fort Boyard ;
- La Cotinière (au sud-ouest de Saint-Pierre) premier port de pêche du département de la Charente-Maritime et le huitième de France[8]. Il est spécialisé dans le céteau, un poisson saisonnier.

Les anciens marais salants (situés à l’est et au sud de l’île) ont été reconvertis en « claires », terme désignant les bassins d’affinage. Les huîtres du bassin de Marennes-Oléron y acquièrent leur goût et leur texture particulière sous l’action d'une algue microscopique, la navicule bleue (Haslea ostrearia), dont la marennine provoque le verdissement. La culture du sel est réintroduite (bien que de manière confidentielle) au port des Salines, au Grand-Village-Plage. L’art des saulniers (le terme paludier étant utilisé à Guérande) y est présenté dans un écomusée.

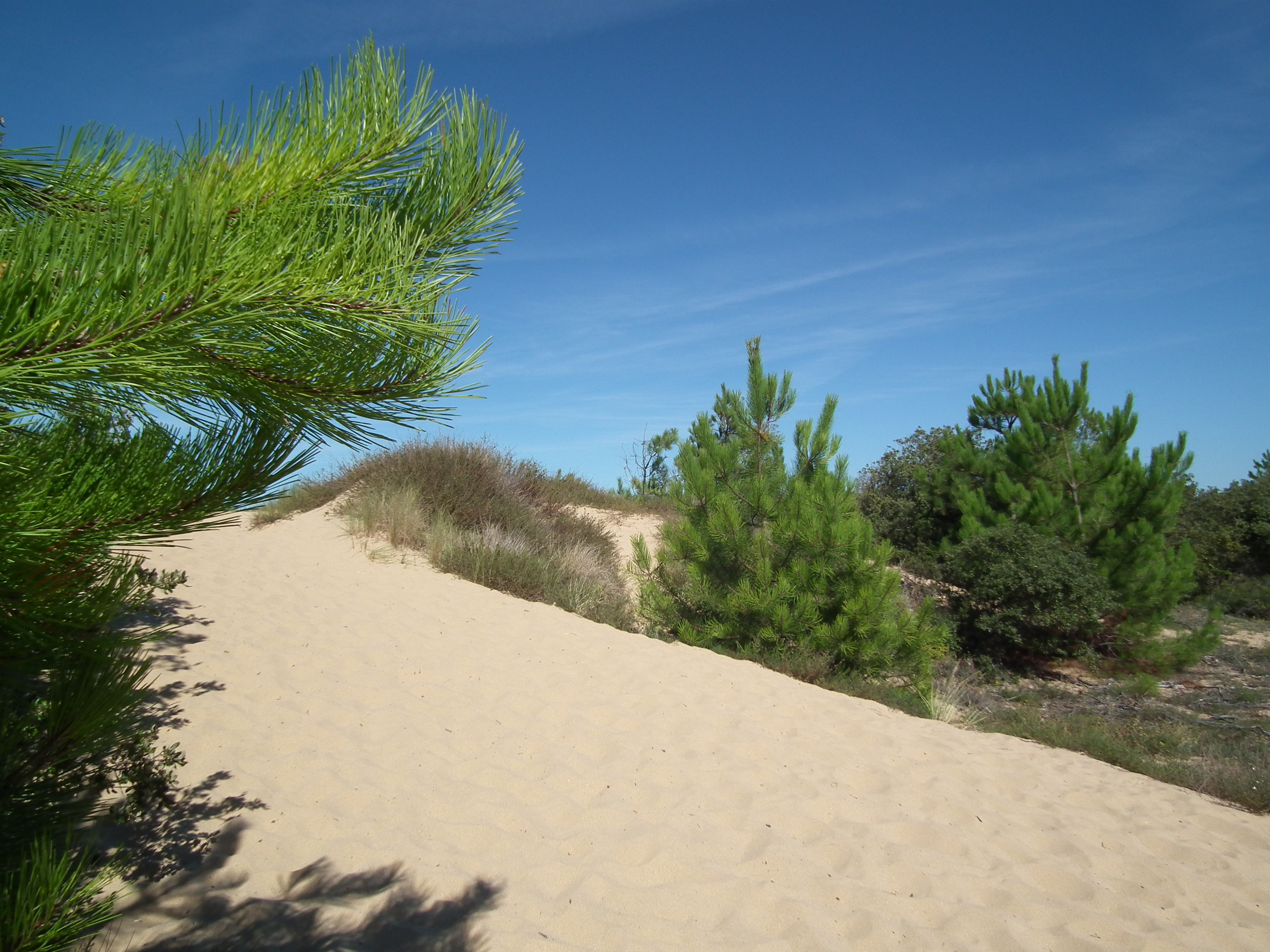
Dunes dans la forêt des Saumonards, à Boyardville.

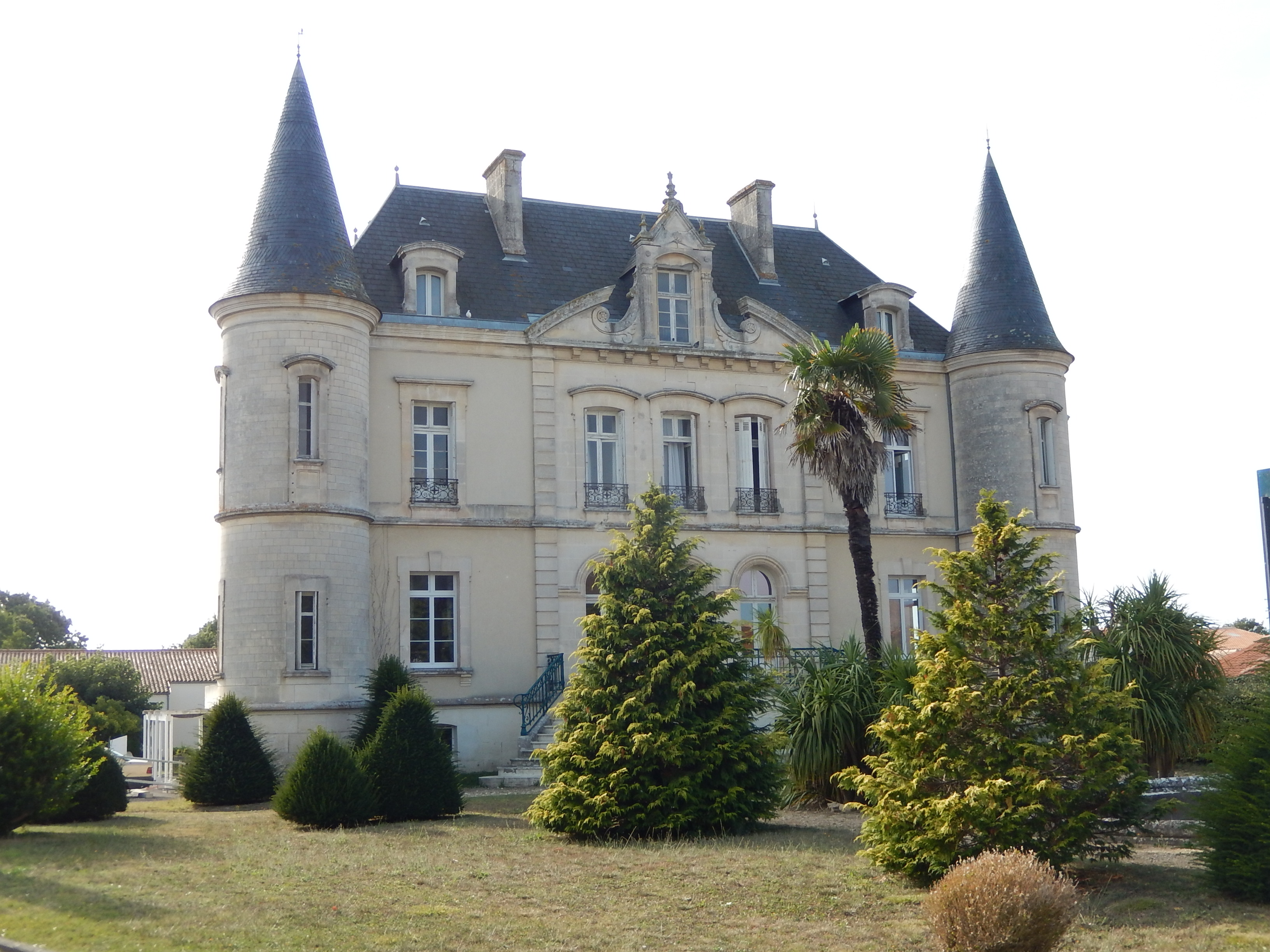
Le Château Fournier, situé à Saint-Georges d'Oléron, témoigne du passé viticole de l'île.

La vigne est présente à Oléron. Cultivée depuis la fin du IIIe siècle sur l'île, la production fut très importante jusqu'à la fin du XIXe siècle (plus de 4 300 hectares). L'arrivée du phylloxera décima malheureusement la quasi-totalité des vignes. L'île fut durement touchée. Ruinés, les domaines bourgeois ne s'en relèveront pas. Aujourd'hui, le vignoble occupe environ 800 hectares. 
Le pineau des Charentes, un vin de liqueur, blanc ou rouge, servi en apéritif, compte de nos jours parmi les productions notables d'Oléron.
Sur la côte est, face à la forêt des Saumonards, à deux kilomètres au large à vol d'oiseau, se situe fort Boyard, construit sur un haut fond, sur décision de Napoléon Ier, pour protéger l'embouchure de la Charente et l'arsenal militaire de Rochefort. 
À la pointe nord de l'île, sur la commune de Saint-Denis, se dresse le phare de Chassiron.
Au sud de l'île, Saint-Trojan, connu pour sa forêt, son train touristique et sa vaste plage de la côte ouest est la partie la plus balnéaire de l'île. L'endroit marque également le début de la vaste côte d'accumulation sableuse qui s'étend ensuite vers le sud, le long du littoral landais, jusqu'aux premiers contreforts du Pays basque, à peine interrompu par le pertuis de Maumusson et l'embouchure de la Gironde. Les marais de Brouage et de Rochefort poursuivent leur progression sur la mer et le « Coureau d'Oléron » tend à se colmater (sédiments de comblement issus des rivières et de l'érosion des falaises et des caps) et à établir un futur lien terrestre entre le continent (Bourcefranc) et l'île (Château-d’Oléron).
Le climat de l'île d'Oléron, ses plages de sable, ses pistes cyclables, son estran pour la pêche à pied, en font une destination appréciée des estivants.
Le 28 septembre 2010, Oléron subit un tremblement de terre, d'une magnitude de 4,5 sur l'échelle de Richter, ne faisant ni victime ni dégât.

### Relief peu élevé mais varié
Le relief de l'île d'Oléron est, dans son ensemble, peu élevé, mais, par la nature des terrains qui le composent, n'est pas uniforme.
Son point culminant, 35 mètres, se situe dans les dunes de Saint-Trojan, au sud de l'île, tandis que les plus basses altitudes sont relevées dans les marais de la côte orientale, entre Le Château et Boyardville. Ceci lui donne à bien des égards des caractères assez semblables au relief de l'île de Ré, bien que quelques différences dans leurs formations géologiques opposent ces deux îles séparées par un détroit : Oléron constitue le prolongement occidental du plateau crétacé de la Saintonge, alors que Ré fait partie de la plaine jurassique de l'Aunis.

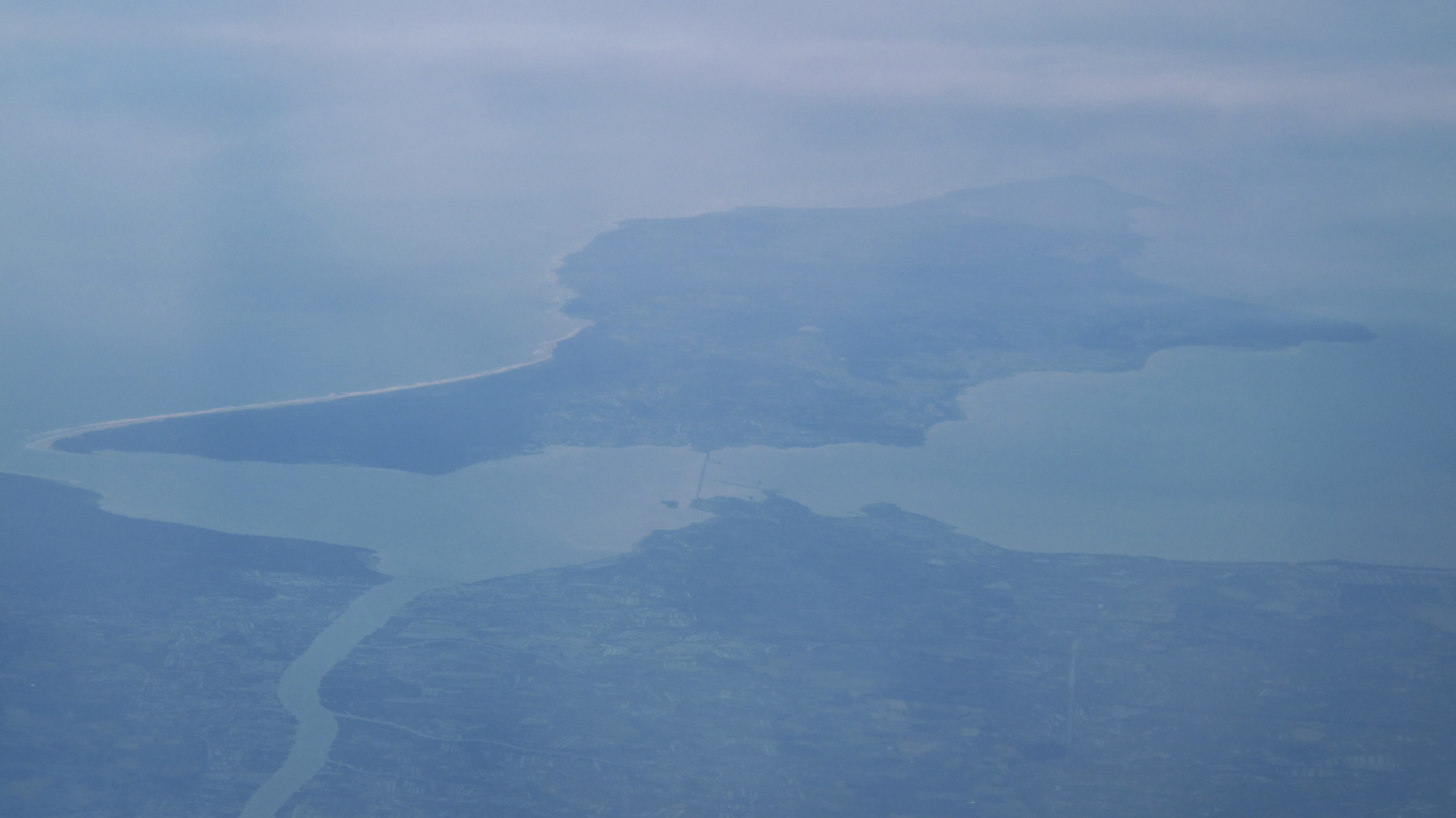
Vue aérienne de l'île d'Oléron ; au premier plan, l'estuaire de la Seudre.

Les différences sont leurs assises géologiques : Oléron est essentiellement composée de calcaires gréseux du Crétacé, recouvrant la partie centrale de l'île et formant une bande étroite, d'une longueur d'environ vingt kilomètres et d'une largeur comprise entre 2 et 5 km. Dans cette partie centrale, les hauteurs varient de 4 à 6 m, en moyenne, atteignant rarement plus de dix mètres, comme au nord de l'île, à Saint-Denis. Le bas plateau insulaire, au relief à peine vallonné, porte des vignes et des cultures céréalières qui sont bien adaptées aux calcaires gréseux, comme sur le plateau continental de la Saintonge.
Sur les façades nord et ouest de l'île, ces grès forment une côte rocheuse qui surplombe l'océan avec des falaises hautes de 4 à 10 m, notamment à la pointe de Chassiron.
Le long de la côte ouest, s'accumulent des sables qui forment, par endroits, des dunes, plantées de pins, et dont les hauteurs culminent à 31 mètres entre Domino et Les Sables Vignier, et de longues plages de sable fin qui s'étirent jusqu'à la pointe de Gatseau, tout au sud de l'île. C'est dans ce secteur de l'île d'Oléron que se trouve le plus important massif dunaire, lequel porte les plus grandes hauteurs, avec 34 mètres à Saint-Trojan. Ces longues plages précèdent le plus souvent des cordons dunaires, en arrière desquels les villages balnéaires sont édifiés. Toute la côte occidentale est baignée par la Côte Sauvage où l'action des courants marins et des vents sont à l'origine de ces formations sablonneuses qui se prolongent vers la presqu'île d'Arvert, offrant 60 km de plages de sable sur tout son littoral.

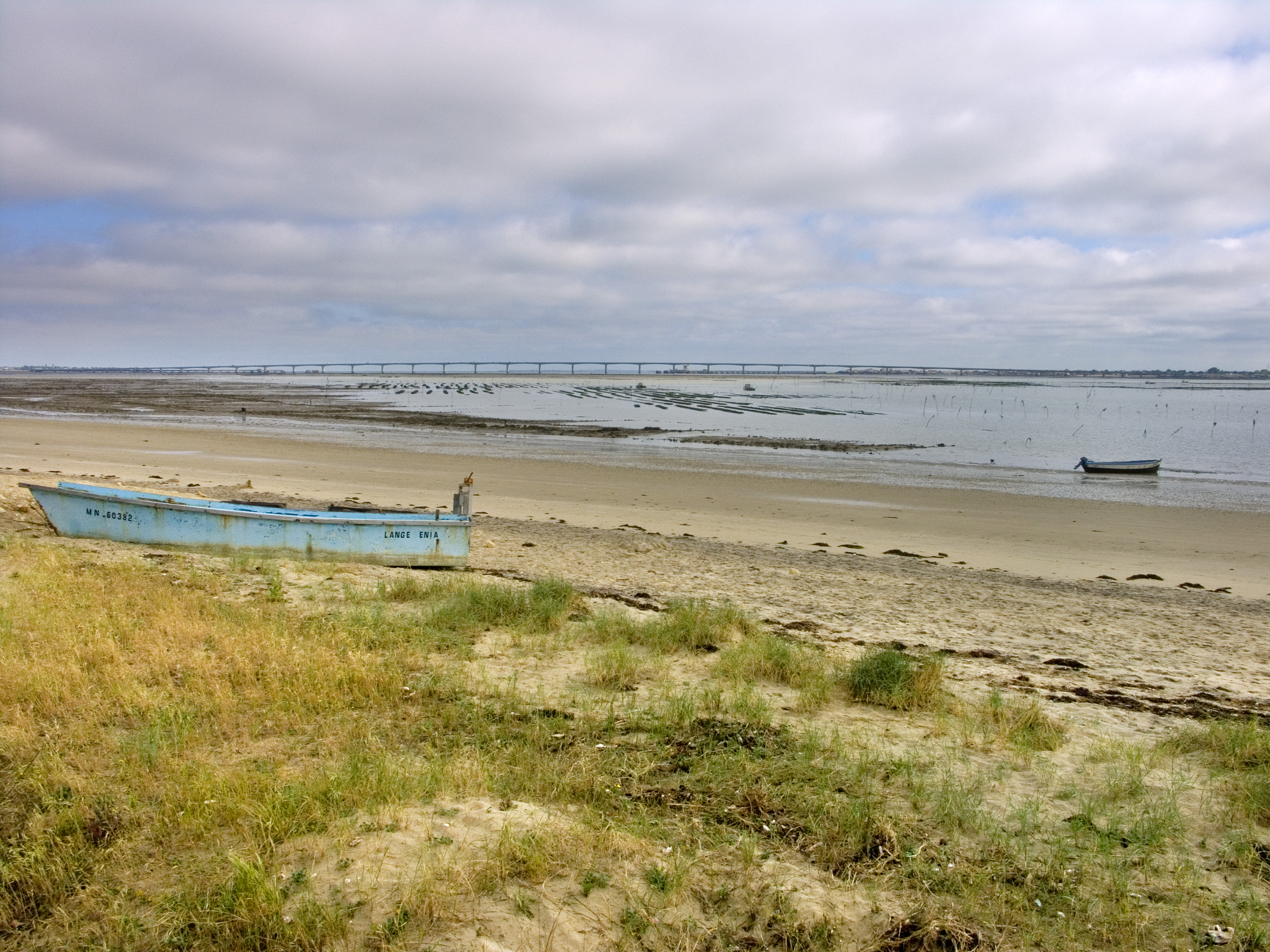
Paysage du sud de l'île d'Oléron.

La côte orientale de l'île d'Oléron est un peu plus variée : de la pointe rocheuse de Chassiron jusqu'à l'anse de Maleconche, elle est sablonneuse et porte, comme sur la côte occidentale de l'île, des dunes, plantées de chênes verts. Les dunes des Seullières, entre Saint-Denis et La Brée, précèdent le petit massif dunaire de la forêt domaniale des Saumonards, dont l'altitude atteint vingt mètres.
Depuis la pinède des Saumonards jusqu'au sud de l'île, à Saint-Trojan, la côte est uniformément basse et marécageuse, quelquefois sablonneuse, mais jamais régulière. Au nord-est, les dunes des Saumonards protègent les marais situés aux portes de Saint-Pierre, dont le marais aux Oiseaux, et sont devenus des prés salés, pour l'élevage de moutons. Ce vaste secteur géographique est, aujourd'hui, dans toute sa bordure littorale, le domaine par excellence de la  conchyliculture, où l'ostréiculture est pratiquée aux côtés de la mytiliculture et même de l'aquaculture. Mais les parcs à huîtres sont l'activité dominante de toute la partie située autour du Château-d'Oléron et ce jusqu'à Saint-Trojan.
Enfin, entre le continent et le sud de l'île d'Oléron, face à l'estuaire de la Seudre, le coureau d'Oléron forme une sorte de chenal qu'entretient un puissant courant côtier qui le met en contact direct avec le pertuis de Maumusson.

### Climat de type Midi-Atlantique

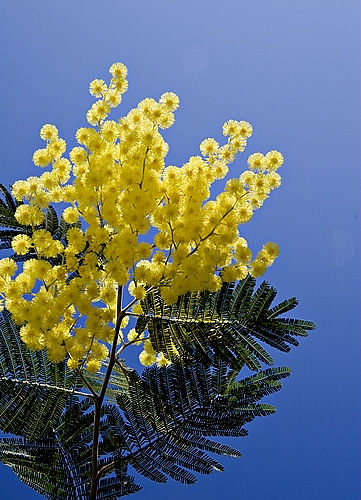
L’Île d'Oléron jouit d'un climat doux en hiver. Les mimosas, qui fleurissent en février, font, notamment, la renommée de Saint-Trojan-les-Bains.

L'île d'Oléron est la plus méridionale des îles du littoral français Atlantique, ce qui a des conséquences évidentes sur son climat de type Midi-Atlantique, comme celui de « la Charente-Maritime qui correspond à un carrefour des milieux atlantique et méditerranéen ».
L'île d'Oléron, comme le littoral de la Charente-Maritime et l'ensemble des îles charentaises, se caractérise par un climat particulièrement doux en hiver, notamment au sud de l'île, et rafraîchissant en été, grâce aux influences océaniques perpétuellement en mouvement. Les îles de Ré et d'Oléron, qui « enserrent » le pertuis d'Antioche, renferment une véritable mer intérieure, « une petite Méditerranée », qui se réchauffe facilement, grâce à la dérive nord atlantique permettant de favoriser de très bonnes conditions climatiques où les amplitudes thermiques demeurent relativement faibles.
Oléron est située en plein cœur de la zone la plus ensoleillée de la façade atlantique française. L'île bénéficie de plus de 2 100 heures par an.
Ces conditions climatiques favorables, toujours soumises aux influences de l'océan Atlantique, favorisent l'existence d'une végétation méridionale. Ainsi la flore se caractérise par la présence étonnante de lauriers-roses, eucalyptus, agaves, aidant le mimosa à fleurir dès janvier. Aux essences déjà méridionales du chêne vert (ou yeuse) et du cyste, s'ajoutent des palmiers, des figuiers, des orangers et même des oliviers.
C'est ce climat exceptionnel qui faisait dire à Pierre Loti qu'Oléron est « l'île aux parfums ».
| Mois                                             | jan.         | fév.         | mars         | avril        | mai         | juin        | jui.         | août         | sep.         | oct.         | nov.         | déc.         | année     |
| ------------------------------------------------ | ------------ | ------------ | ------------ | ------------ | ----------- | ----------- | ------------ | ------------ | ------------ | ------------ | ------------ | ------------ | --------- |
| Température minimale moyenne (°C)                | 4,8          | 4,7          | 6,8          | 9            | 12,2        | 15,1        | 16,9         | 17           | 14,7         | 12,1         | 8,2          | 5,5          | 10,6      |
| Température moyenne (°C)                         | 7,2          | 7,6          | 10,1         | 12,5         | 15,9        | 18,9        | 20,8         | 21           | 18,6         | 15,2         | 10,8         | 8            | 13,9      |
| Température maximale moyenne (°C)                | 9,7          | 10,6         | 13,5         | 16,1         | 19,5        | 22,7        | 24,6         | 24,9         | 22,4         | 18,3         | 13,5         | 10,5         | 17,2      |
| Record de froid (°C) date du record              | −6,6 02.1997 | −6,5 08.2012 | −4,6 01.2005 | −0,7 04.2022 | 5,1 02.2021 | 9,6 01.2006 | 10 12.2000   | 11,4 24.2005 | 7,3 27.2020  | 1,1 29.1997  | −3,7 23.1993 | −7,9 29.1996 | −7,9 1996 |
| Record de chaleur (°C) date du record            | 18,8 01.2023 | 20,3 15.1998 | 24,7 30.2021 | 29,1 30.2005 | 31 16.2002  | 38 18.2022  | 38,7 18.2022 | 39 04.2003   | 34,6 03.2005 | 29,9 02.2023 | 22,7 08.2015 | 19,1 07.2000 | 39 2003   |
| Précipitations (mm)                              | 80,8         | 58,1         | 56,7         | 61           | 50,6        | 42,6        | 38,9         | 43,5         | 67           | 86,6         | 103,4        | 92,9         | 782,1     |
| dont nombre de jours avec précipitations ≥ 1 mm  | 12           | 10,6         | 9,7          | 10,1         | 8           | 7,7         | 6,7          | 6,5          | 7,7          | 11,5         | 13,4         | 13,5         | 117,5     |
| dont nombre de jours avec précipitations ≥ 5 mm  | 5,6          | 4,1          | 3,9          | 4,5          | 3,5         | 2,7         | 2,3          | 2,6          | 4,3          | 5,8          | 7,3          | 6,5          | 53,1      |
| dont nombre de jours avec précipitations ≥ 10 mm | 2,4          | 1,3          | 1,5          | 1,9          | 1,2         | 1,3         | 1,2          | 1,3          | 2,1          | 2,8          | 3,3          | 3,1          | 23,4      |

### Forêts
Gérée par l’Office National des Forêts, la forêt publique couvre 2 900 hectares soit environ 17 % de la surface de l'île d'Oléron. Les massifs forestiers de l'île sont plantés au XIXe siècle afin de protéger les habitations. 
Les forêts sont situées de manière éparse sur le territoire insulaire et recouvrent des surfaces très différentes :
- La forêt domaniale de Saint-Trojan, dans le sud de l'île, s'étend sur trois communes et couvre 1 867 hectares ; elle est la plus grande et la plus étendue de toutes les forêts des îles du littoral atlantique français ;
- la forêt domaniale des Saumonards, située à l'ouest de Boyardville, est essentiellement composée de résineux et de chênes verts. Elle couvre 645 hectares et borde les rivages du pertuis d'Antioche, face au fort Boyard ;
- la forêt domaniale de Domino est une forêt de résineux (pins maritimes, essentiellement) auxquels se mêlent des chênes verts, plantés sur le cordon dunaire ; elle est en superficie la troisième forêt de l'île (164 hectares) et se trouve dans la commune de Saint-Georges-d'Oléron ;
- la forêt Briquet, également dans la commune de Saint-Georges d'Oléron, appartient au conservatoire du littoral ; les 46 hectares de cette forêt située à l'ouest de la forêt des Saumonards sont classés en « forêt de protection » ; cette forêt donne accès à des plages de sable fin et présente un paysage et une biodiversité analogues aux côtes méditerranéennes[19] ;
- les petits bois domaniaux, situés sur les dunes des communes de La Brée-les-Bains, Saint-Denis et Saint-Pierre, cumulent une surface totale de 53 ha.

### Densément peuplée
En 2019, la population de l'île d'Oléron s'élevait à 21 972 habitants, ce qui en fait la deuxième île la plus peuplée du territoire métropolitain après la Corse et la plus peuplée des îles de tout le littoral Atlantique français. La densité de population est de 126 hab/km2 et place l'île au-dessus de la moyenne départementale mais en dessous de la densité de l'île de Ré (204 hab/km²).

#### Peuplement assez bien réparti
Sur les huit communes de l'île, six ont une densité de population supérieure à 100 hab/km2. Les deux anciens cantons de l'île ont chacun une densité démographique dépassant aussi les 100 hab/km2 :
- ex-canton du Château-d'Oléron : 140 hab/km2 ;
- ex-canton de Saint-Pierre-d'Oléron : 110 hab/km2.

Le dernier recensement de population, établi en 2019, donne les résultats suivants :
- Saint-Pierre-d'Oléron : 6634 habitants[20];
- Le Château-d'Oléron : 4270 habitants[21]
- Saint-Georges-d'Oléron : 3742 habitants[22];
- Dolus-d'Oléron : 3144 habitants[23]

#### Urbanisation de plus en plus importante
L'urbanisation de l'île se poursuit inexorablement, avec des constructions de zones pavillonnaires et de résidences secondaires en formant des agglomérations urbaines au tissu encore lâche. L'objectif de la communauté de communes est aujourd'hui d'éviter l'émiettement et d'inciter à la densification afin de recomposer l'espace urbain et villageois

#### Deux villes dominantes

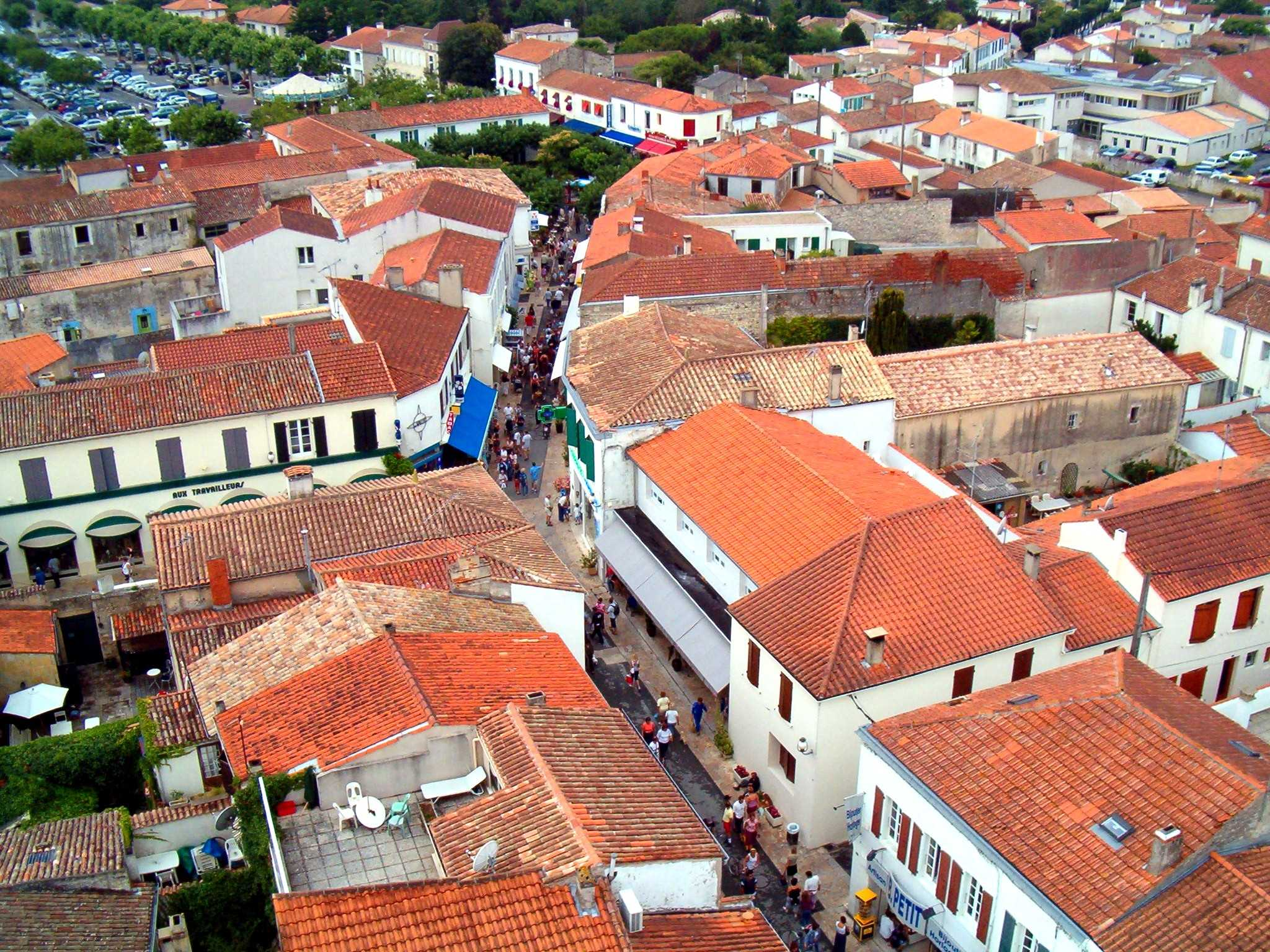
Le centre-ville de Saint-Pierre-d'Oléron vu depuis le clocher de l'église Saint-Pierre.

Saint-Pierre-d'Oléron s'est affirmée de loin comme étant la « capitale » de l'île, grâce notamment à sa situation géographique centrale qui a déterminé les bases de son développement urbain et économique, supplantant Le Château-d'Oléron, capitale historique de l'île.
Aujourd'hui, cette ville, qui compte 6 742 habitants, se situe au onzième rang des communes urbaines de la Charente-Maritime et elle se classe au huitième rang des unités urbaines du département. La ville franchit pour la deuxième fois de son histoire démographique le seuil des 5 000 habitants au recensement de 1990. Depuis la fin de la Seconde Guerre mondiale jusqu'à aujourd'hui, Saint-Pierre-d'Oléron a doublé sa population, passant de 3 350 en 1946 à 6 742 habitants en 2017. Son développement est éminemment contemporain et son évolution démographique est remarquablement soutenue et régulière. Elle fait partie des villes secondaires de l'armature urbaine de la Charente-Maritime parmi les plus dynamiques du département.
Le Château-d'Oléron, avec une population de 4 118 habitants en 2017, demeure la seconde ville de l'île. Cette petite ville est la « capitale » historique de l'île, abritant, autrefois les gouverneurs d'Oléron qui avaient leurs quartiers dans l'enceinte de la citadelle. C'est la commune la plus densément peuplée de toute l'île avec 252 hab/km2. Son habitat ancien est groupé autour de l'ancienne citadelle et de la place centrale, récemment réaménagée[Quand ?], ce qui en fait un lieu particulièrement apprécié des visiteurs[réf. souhaitée]. L'habitat récent, de type pavillonnaire, concentré dans des lotissements privés, tend à s'étendre le long des voies de communication, notamment en direction de Dolus-d'Oléron.

## Vexillologie et héraldique

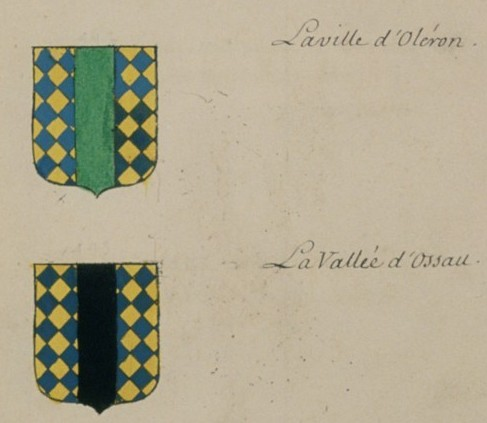
Blason de la ville d'Oloron 1696 (image du haut)

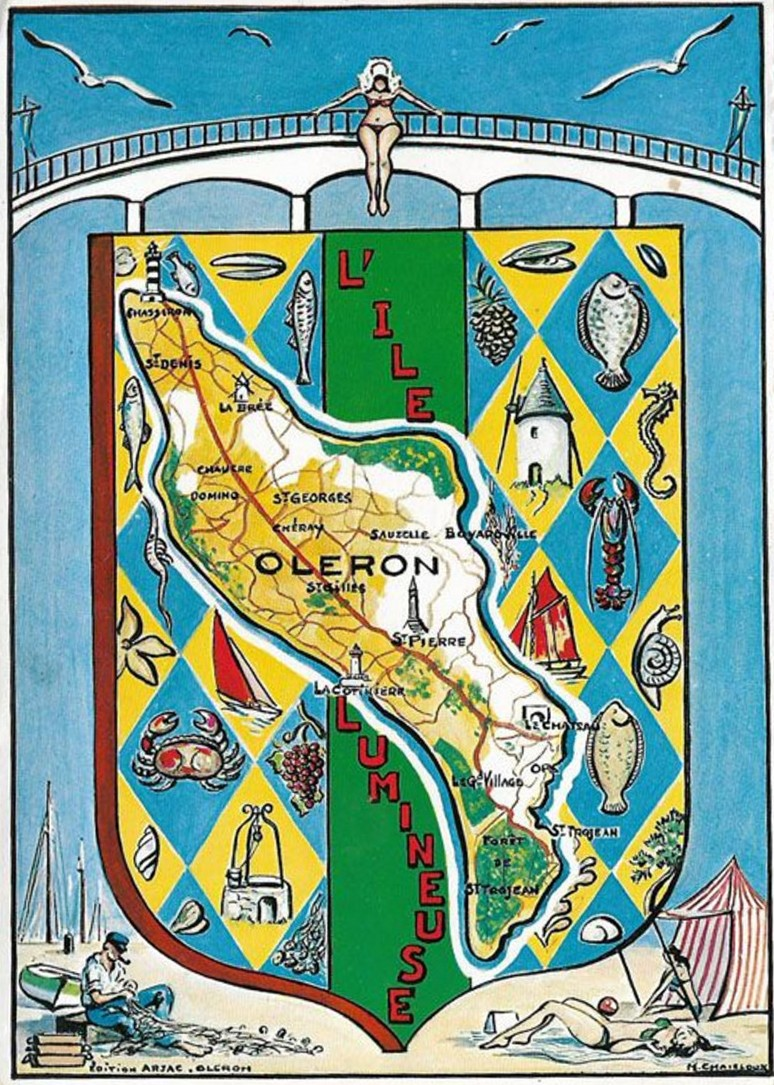
Carte postale d'Oléron (années 1960)

On ne trouve pas de traces d'un drapeau de l'île d'Oléron avant les années 1950. Le drapeau actuel est inspiré du blason d'Oloron (Béarn) visible dans l'Armorial Général de France de Charles D'Hozier (1696). Une mauvaise transcription du blason de la ville d'Oloron en blason de la ville « d'Oléron » (3e volume, généralité de Pau, folio n°78) explique la réappropriation du blason Béarnais.

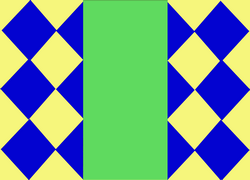
Le drapeau de l'île d'Oléron.

Le drapeau est composé de trois couleurs : le bleu marine pour la mer, le jaune pour le soleil et le vert pour les forêts. On retrouve ce motif sur les armes de plusieurs communes de l'île d'Oléron.

Dolus-d'Oléron
Le Grand-Village-Plage
Saint-Trojan-les-Bains

## Histoire
La morphologie de l'île d'Oléron s'est stabilisée entre 4000 et 2000 av. J.C. sous la forme que nous connaissons actuellement après une période de montée des eaux progressive appelée transgression flandrienne et l'inondation des pertuis charentais qui étaient restés hors d'eau au cours de la dernière période de glaciation de Würm.
L'occupation humaine de l'île est attestée dès le Néolithique comme en témoignent plusieurs sites archéologiques : Ponthézière à Saint-Georges-d'Oléron, Ors, sites de la Perroche et de l'Écuissière à Dolus.
Aliénor d'Aquitaine, parfois appelée Eléonore de Guyenne, séjourne au Château-d'Oléron dans son château en 1199. Elle y reste quelque temps, faisant rédiger une série de règles maritimes connues sous le nom de Rôles d'Oléron, avant de se retirer à l'abbaye de Fontevraud où elle meurt en 1204.

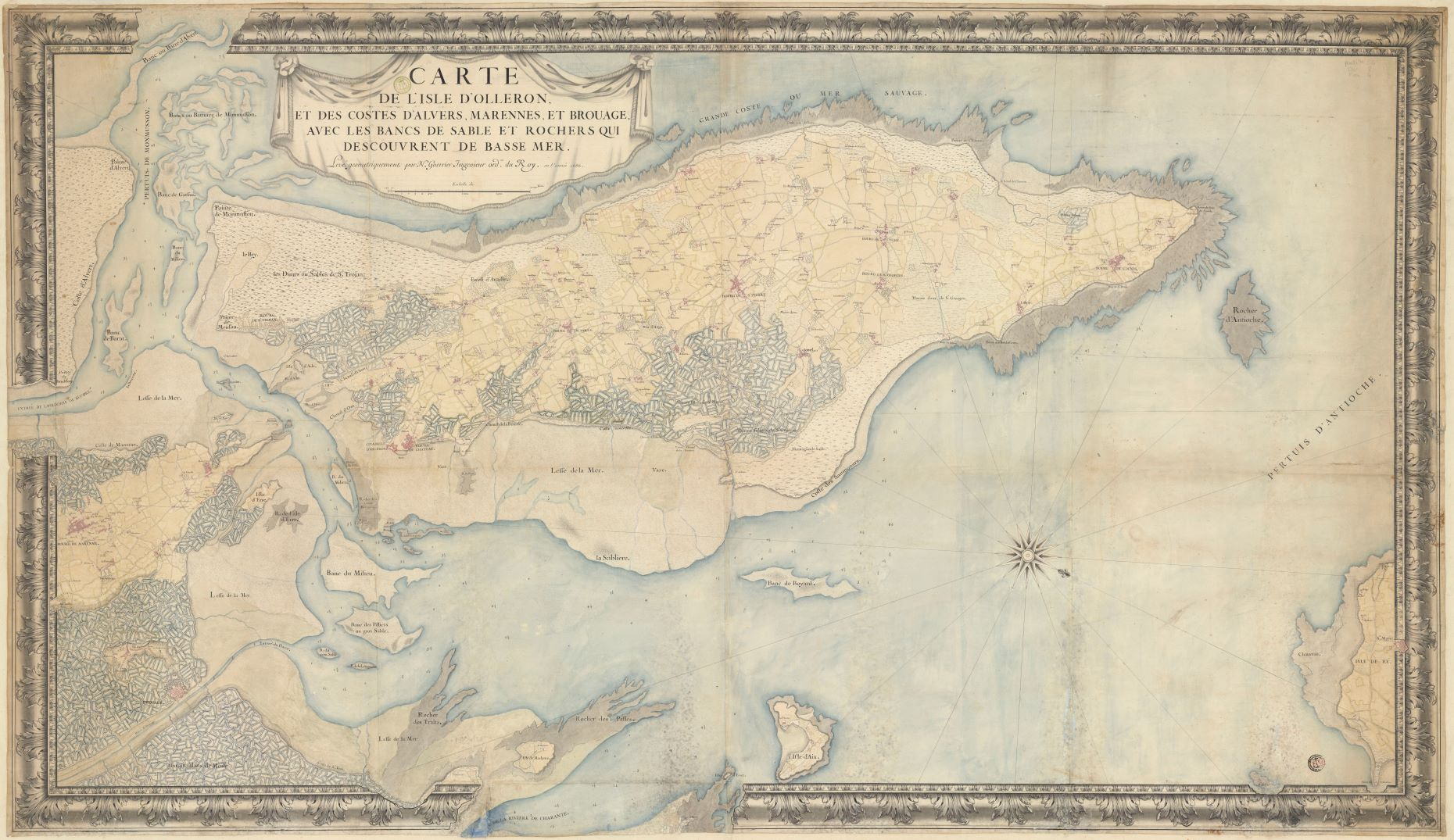
Carte détaillée d'Oléron 1686 (BNF)

Le 20 mars 1586, pendant la huitième guerre de Religion, l'ensemble de l'île est prise par Agrippa d'Aubigné.

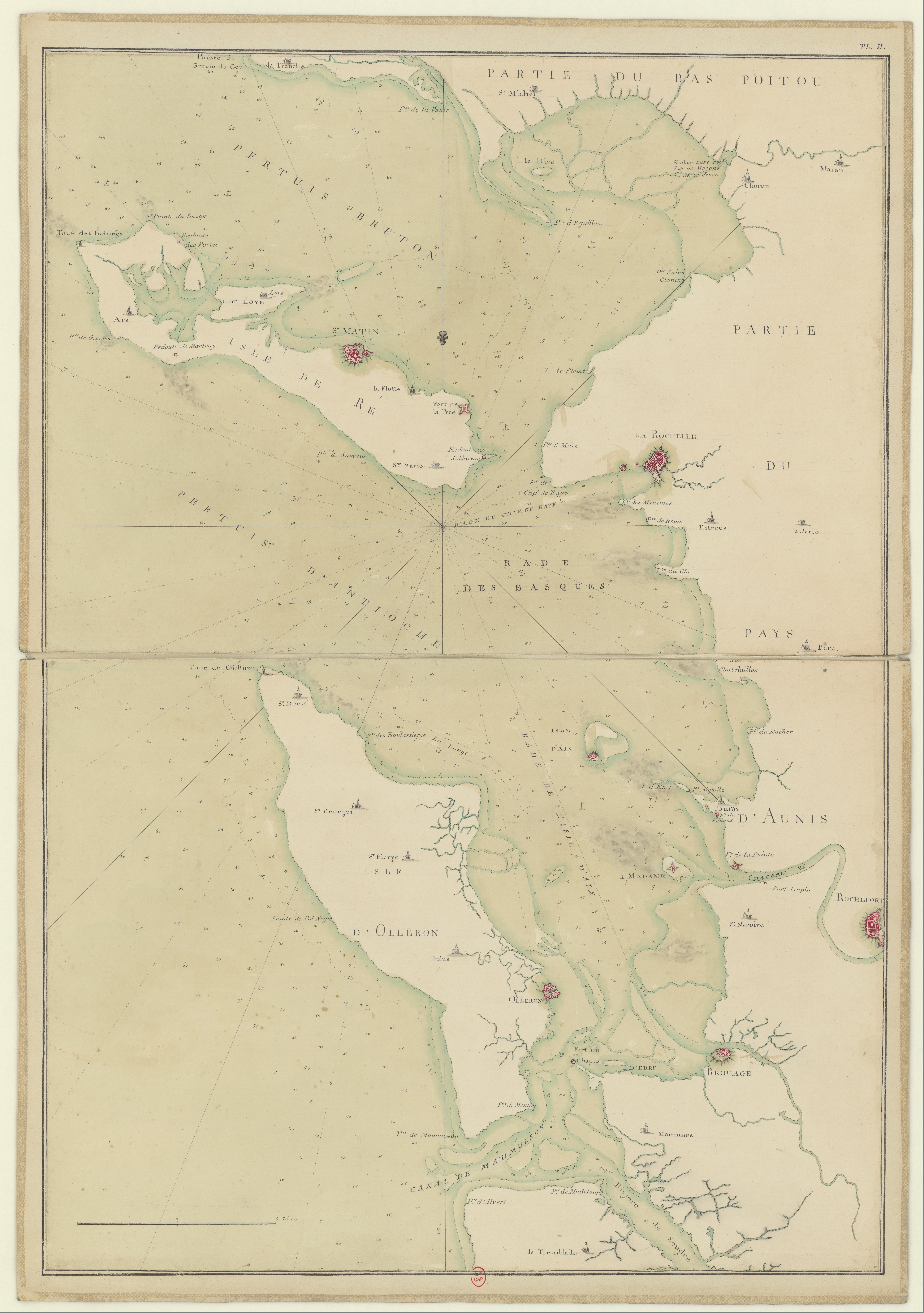
Plan de 1777,
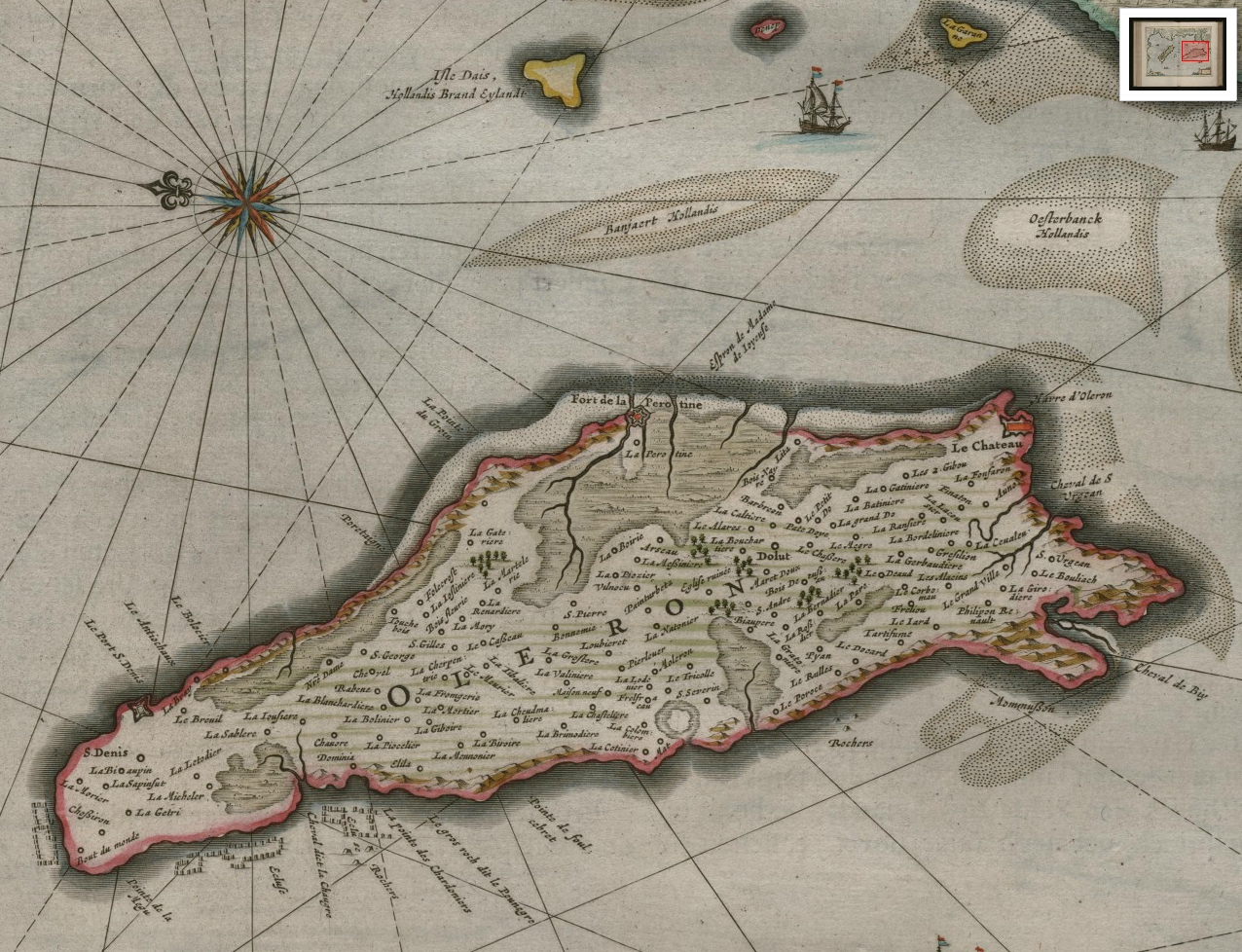
de 1662,
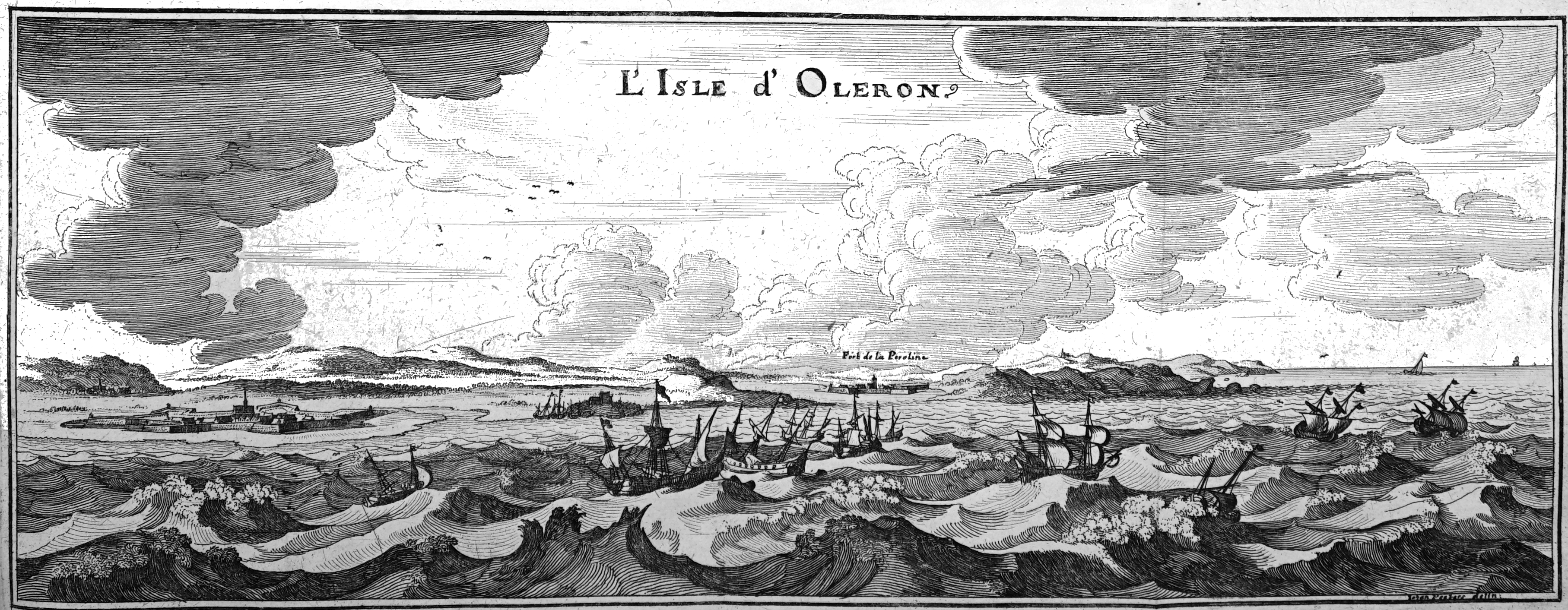
dessin de 1656.

En février 1625, le protestant Soubise s’empare de l’île après avoir occupé l’île de Ré. Quelques mois plus tard, le duc de Guise organise un débarquement afin de reprendre l’île, appuyé par les flottes hollandaises et anglaises.
Dans la nuit du 18 au 19 novembre 1916, durant une tempête, le Présidente Viera, un bateau à vapeur américain, en provenance de Montevideo, transportant 14 000 tonneaux de vin, victime d'une avarie s'échoue sur la plage de Grand-Village où il se casse en deux. L'épave est toujours visible sur la plage.
L'écrivain Pierre Loti est enterré depuis 1923 dans le jardin de la maison de ses grands-parents, suivant la tradition de ses ancêtres huguenots. Cette maison se situe à Saint-Pierre, mais selon les volontés de l'auteur, on ne la visite pas, contrairement à sa maison rochefortaise, transformée en musée.
L'île est l'une des dernières poches de résistance allemande de la fin de la Seconde Guerre mondiale (voir : Poche de La Rochelle et Poche de Royan et de la pointe de Grave) ; elle est libérée fin avril 1945 avec un débarquement de plus de 8 000 hommes au sud sur la plage de Gatseau où un mémorial a été érigé,. René Babonneau, lieutenant-colonel et compagnon de la Libération, participe à la libération de l'île, à la tête du 158e RI. Le 32e régiment d'artillerie, récemment reconstitué, appuie cette offensive.

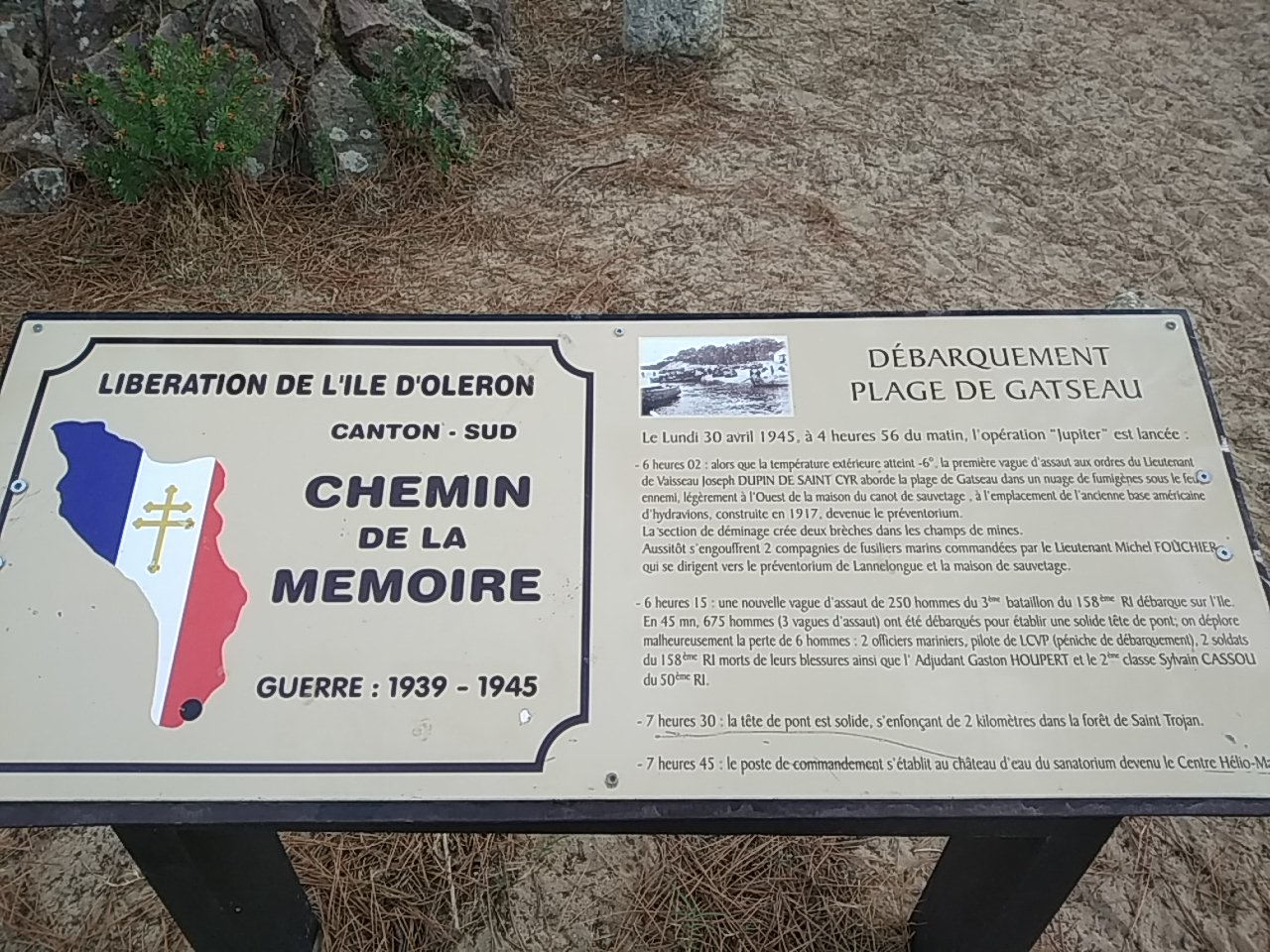
Panneau explicatif du mémorial du débarquement allié le 30 avril 1945 sur la plage de Gatseau pour libérer l'île d'Oléron

Le pont de l'île d'Oléron, d'une longueur de 2 862 mètres, est inauguré le 21 juin 1966.

## Coiffes oléronaises

Coiffes de l'île d'Oléron, Charente-Maritime
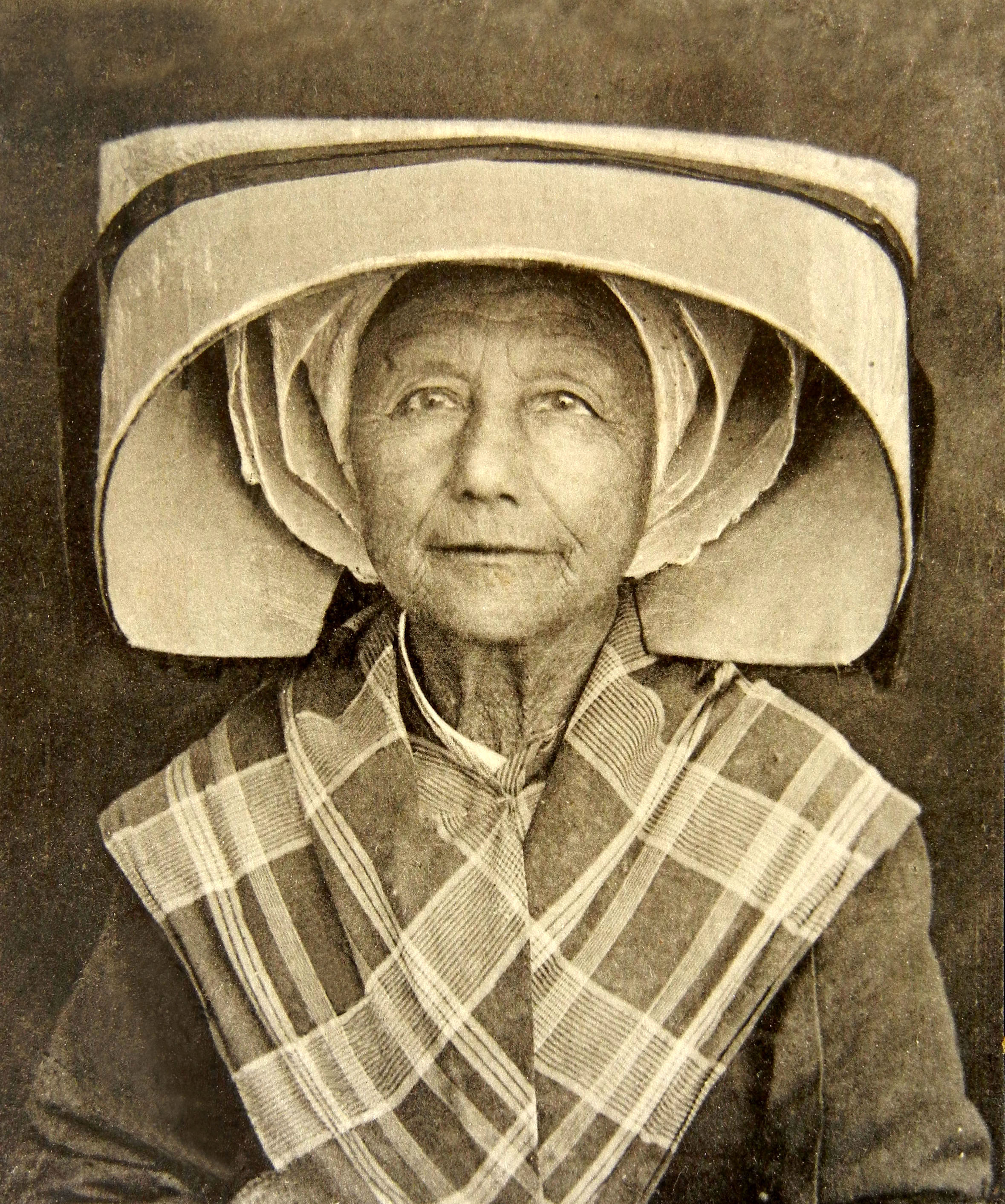
Le ballet, vers 1915 - Saint-Pierre-d'Oléron.
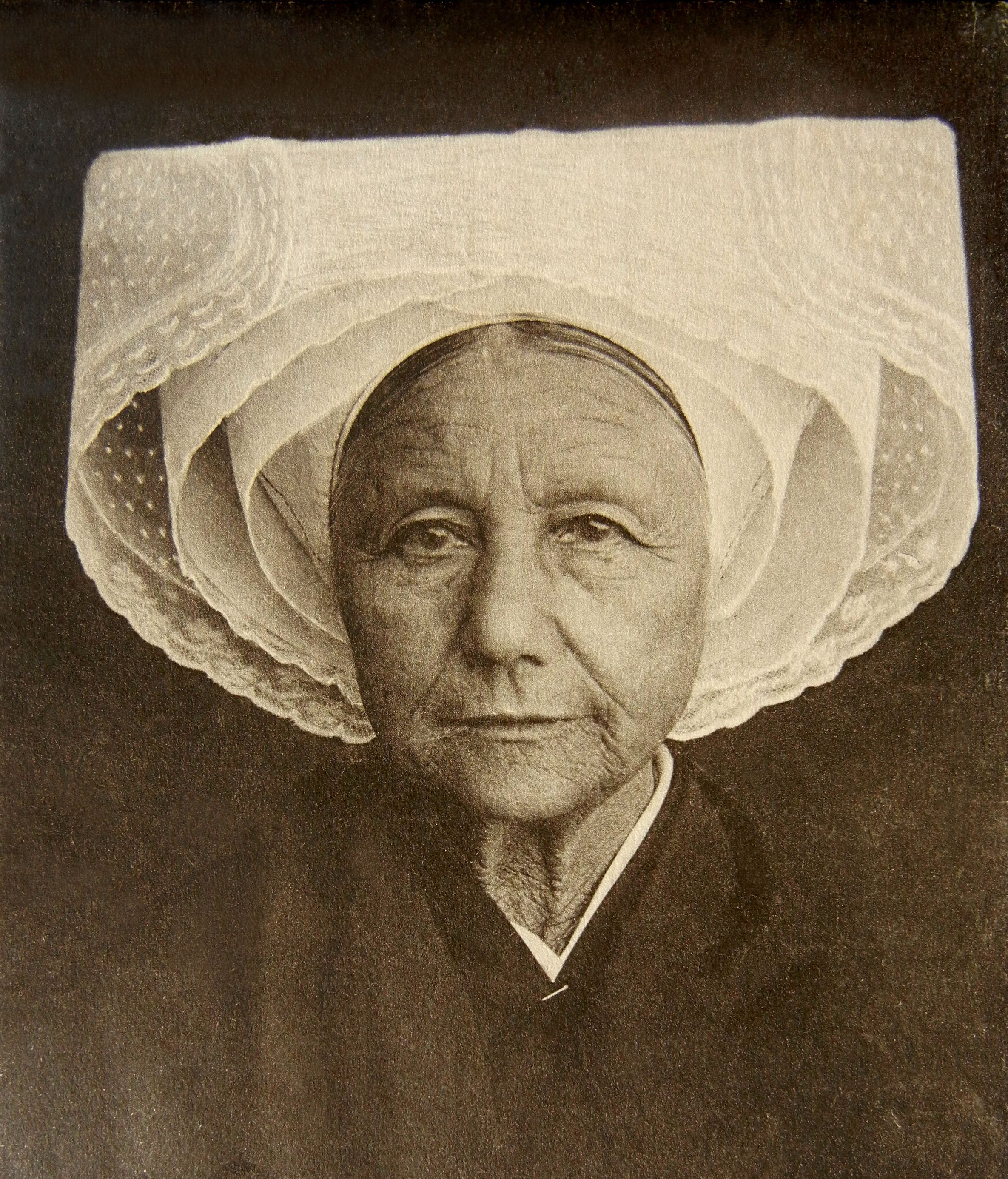
Le ballon, 1915, Saint-Pierre-d'Oléron.
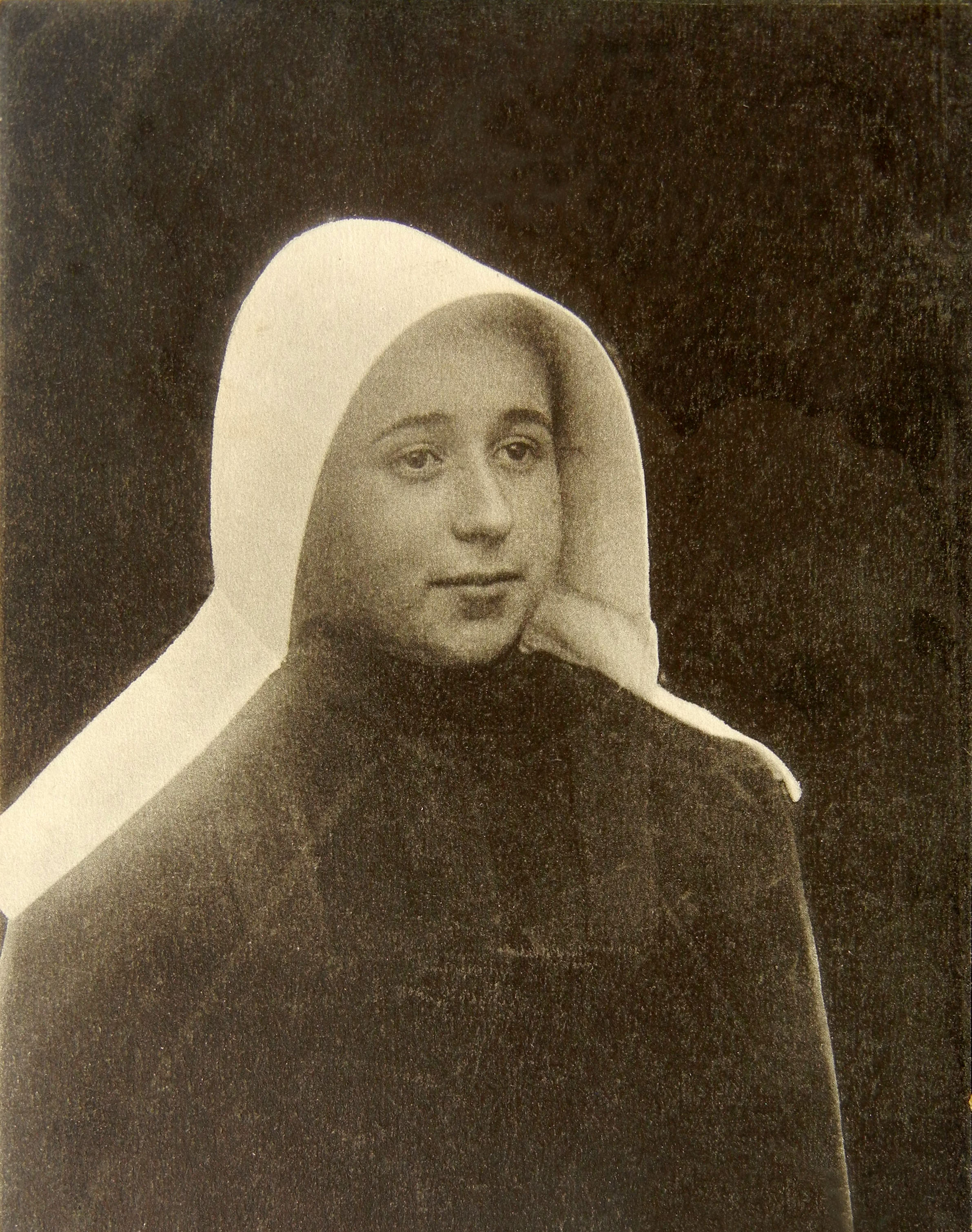
Le kissenot ou la kichenotte, 1914.

Selon une étymologie fantaisiste, le terme « kissenot » ou encore « quichenotte » désignant la coiffe en forme de cornette allongée vers l'avant, viendrait de la déformation de l'anglais kiss not, la coiffe étant portée par les Oléronnaises ne souhaitant pas être courtisées par les soldats anglais occupant l’île durant la guerre de Cent Ans.
En fait, le terme est dérivé de « quichon » qui désigne un tas de foin ; le « quich'not », porté par les femmes lors de la fenaison, est simplement la coiffure de la faneuse. On retrouve cette coiffe dans beaucoup de provinces, sous des formes et des mesures légèrement différentes et sous divers noms. Contrairement à l'usage actuel, « quich'not » était non pas féminin mais masculin. On disait autrefois « un quich'not » et « mon quich'not ».

## Administration

Carte de l'île d'Oléron.

L’île d’Oléron est rattachée au département de la Charente-Maritime, dans la région Nouvelle-Aquitaine, plus précisément à l'arrondissement de Rochefort et est divisée en huit communes : Le Château-d'Oléron, Dolus-d'Oléron, Le Grand-Village-Plage, Saint-Trojan-les-Bains, La Brée-les-Bains, Saint-Denis-d'Oléron, Saint-Georges-d'Oléron et Saint-Pierre-d'Oléron.
Toutes ces communes forment la communauté de communes de l'Île-d'Oléron qui fédère les projets d'intérêt oléronais, notamment dans les domaines de l'aménagement du territoire et du développement économique.
Par ailleurs, elle forme le canton de l'Île d'Oléron.

## Développement économique et touristique
Afin de développer son territoire et maximiser l'attrait touristique de l'île, la communauté de communes de l'île d'Oléron a décidé de mettre en place un réseau de pistes cyclables favorisant les déplacements non-motorisés et mettant le territoire en valeur. Ce réseau de plus en plus dense s'inscrit dans la politique de développement durable de la communauté de communes en développant la mobilité durable et l'éco-tourisme. En 2014, il atteint ainsi plus de 130 km.
De nombreuses manifestations se déroulent sur l'île tout au long de l'année : concerts, brocantes, promenades découvertes, pique-niques, veillées lecture, ateliers et conférences, marchés, pétanque, régates, courses de surf et de catamaran, etc.,,.
Une manifestation de gréements traditionnels se déroule au mois d'août à Saint-Pierre-d'Oléron,.

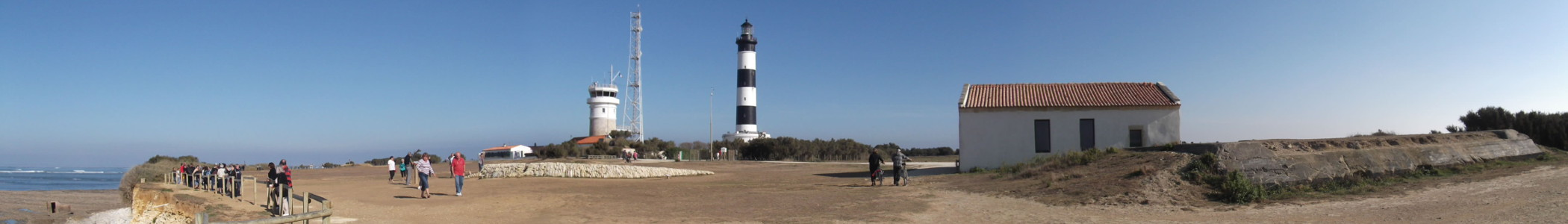
Le sémaphore, le phare de Chassiron et la maison de la pointe.

## Transports

### Réseau cyclable
L'île d'Oléron compte un réseau de plus de 130 kilomètres de pistes cyclables. Chaque année, de nouveaux aménagements voient le jour sur le territoire. À travers les dunes, plages, marais et forêts, le vélo est le mode de déplacement privilégié pour découvrir à son rythme la diversité des paysages de l'île d'Oléron. Afin de guider et de faciliter les déplacements des cyclistes, le réseau cyclable est pourvu d’une signalétique informative et directionnelle. Répartis sur toute l'île, il existe 4 circuits de couleurs différentes mis en valeur sur le terrain par des totems numérotés.
En 2024, le réseau atteint 160 km de pistes cyclables avec des pistes en construction (entre Le Château et Boyardville). Les pistes sont de temps en temps en calcaire ou sur trottoirs. les vélos type vtc, Gravel ou vtt sont les plus adaptés.

### Train de l'île d'Oléron
Au milieu du XIXe siècle, des voies ferrées d’intérêt local font leur apparition dans les campagnes françaises. Le mouvement est plus ou moins rapide. En 1904, une voie métrique de 37km est inaugurée de Saint-Trojan à Saint-Denis, avec un embranchement secondaire de 6km de Sauzelle à Boyardville. Cinq locomotives locomotives Corpet-Louvet assurent 4 aller-retours quotidiens sur la branche principale.
Des témoignages d’époque montrent que le trafic est dense et, jusqu’en 1914, le chemin de fer s’avère être un atout essentiel pour l’économie de l’île. Il favorise notamment l’essor des bains de mer.
À cause de la concurrence de la route, le service s'arrêtera en 1935. La station de La Chevalerie, que l’on aperçoit peu après l’entrée sur l’île, est l’un des rares vestiges de ce temps du train. 

### P'tit train de Saint-Trojan
Depuis 1963, sur la commune de Saint-Trojan, un chemin de fer à écartement de 60 cm relie le village aux plages de Maumusson et Gatseau. Il est inspiré de l'ancien tramway reliant Royan à Ronce-les-Bains.

### Réseau d'autobus
Le réseau d'autobus départemental est plus développé que dans d'autres arrondissements de Charente-Maritime, et des liaisons directes pour la gare SNCF de Surgères ont pour objectif de rendre l'île accessible en une seule correspondance depuis Paris.
Un réseau d'autobus estival, dont le tracé varie d'une année sur l'autre, est mis en place de juin à fin août pour relier les différents centres villages et les campings. Il est financé par la communauté de communes d'Oléron.

## Réserve naturelle et classement

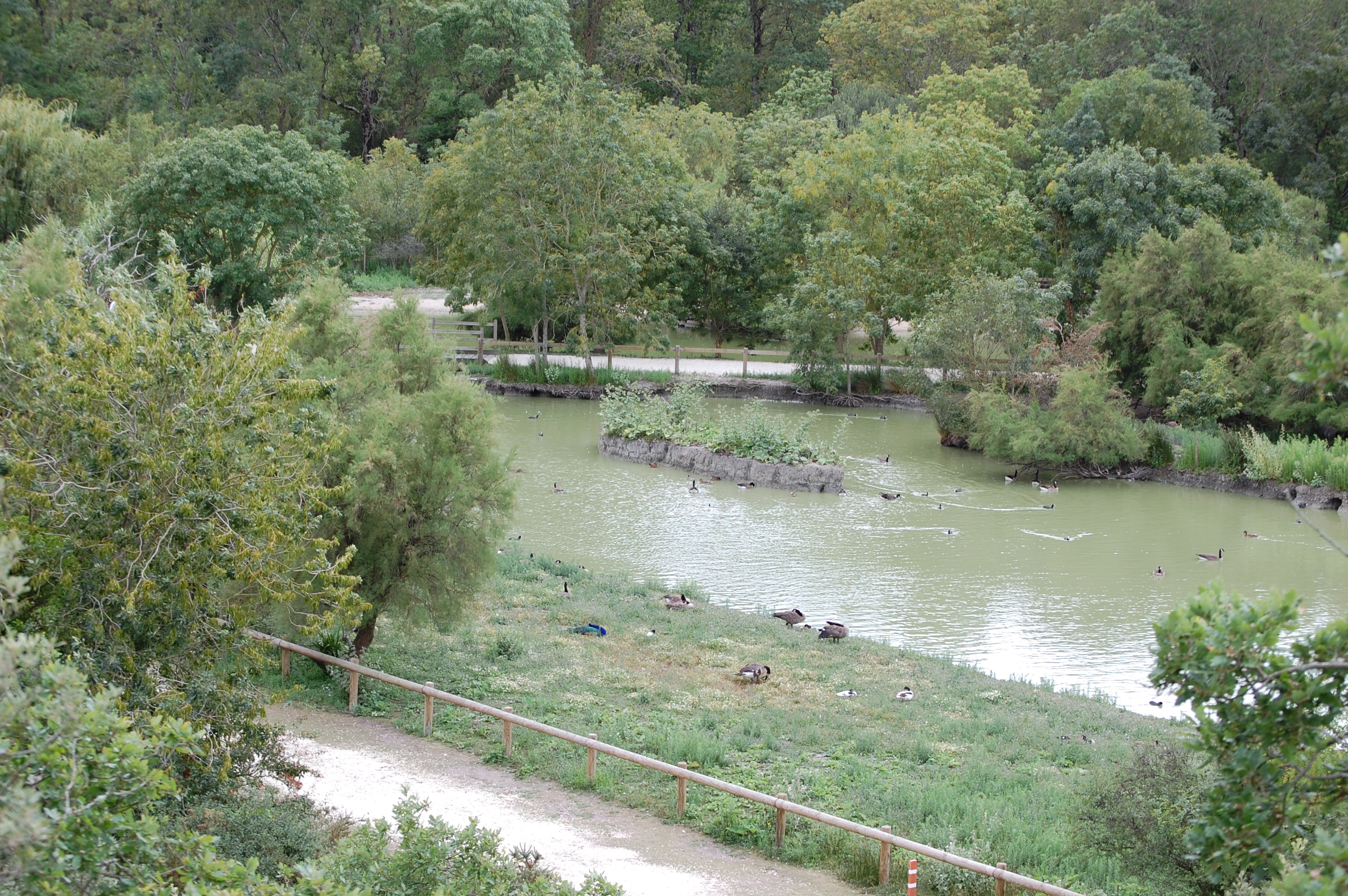
Le marais des Oiseaux.

La réserve naturelle nationale de Moëze-Oléron compte 6 700 hectares entre l'île et la Charente continentale. Elle inclut un vaste estran, zone classée réserve naturelle par un décret de 1993, découverte à marée basse, où il est interdit de pratiquer la pêche à pied : palourdes et coques .
Depuis le 1er avril 2011, l'île d'Oléron est également classée au titre des sites naturels de France et bénéficie, à ce titre, de la protection Natura 2000.

## Personnalités liées à l'île
- Aliénor d'Aquitaine (1122-1204), reine des Francs puis reine consort d'Angleterre, promeut, en 1160, les Rôles d'Oléron (origine de la loi actuelle de l'Amirauté britannique, et du droit maritime moderne) ;
- Agrippa d'Aubigné (1552-1630), écrivain, poète et homme politique ; gouverneur d’Oléron ;
- Armand de Belzunce (1722-1763), gouverneur d’Oléron
- André Mage de Fiefmelin (1560-1603), poète ; a vécu à l'île d'Oléron ;
- Pierre Loti (1850-1923), écrivain ; enterré à Saint-Pierre-d'Oléron dans le jardin de sa maison d'enfance ;
- Maurice Renard (1875-1939), romancier ; habitait à Dolus-d'Oléron, où il est enterré ;
- Anita Conti (1899-1997), océanographe et photographe française ; a vécu à l'île d'Oléron ;
- Pierre Bergé (1930-2017), homme d'affaires, entrepreneur et mécène ; né à Arceau[51] (village de la commune de Saint-Pierre-d'Oléron) ;
- Margrethe Vestager (1968), femme politique danoise et commissaire européenne, possède une maison de vacances sur l'île.
- Thyde Rosell (1955), militante anarchiste, institutrice, elle fonde avec son compagnon l'école Bonaventure sur l'île.

## Culture populaire
Le film Liberté-Oléron (2001) de et avec Bruno Podalydès situe l'intégralité de son action sur l'île. 
Ce long métrage raconte le naufrage psychique d'un père de famille (joué par Denis Podalydès) de 38 ans qui tente de soigner ses blessures narcissiques en devenant le propriétaire d'un modeste dériveur, le Liberté-Oléron.

## Galerie

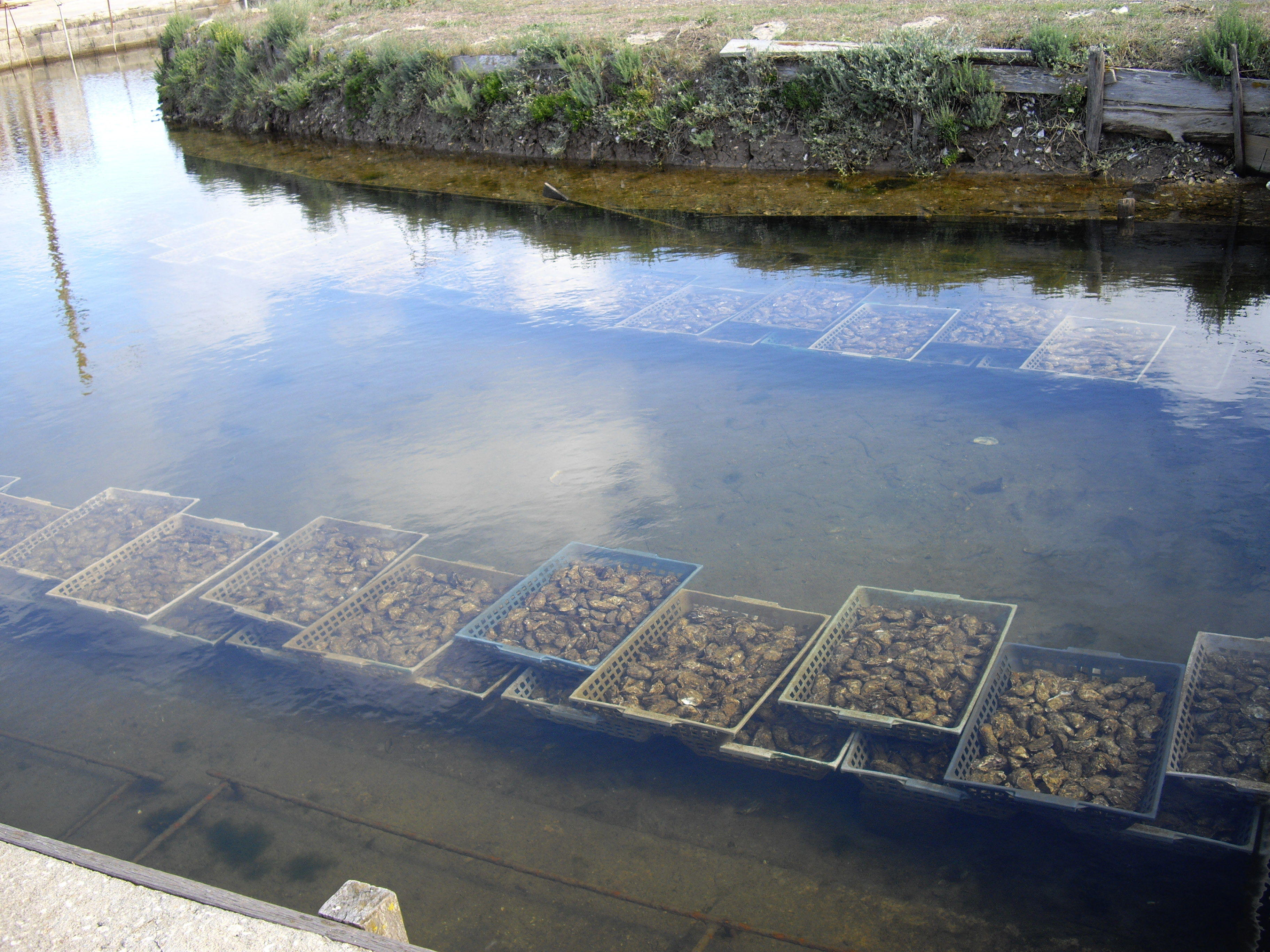
Ostréiculture.
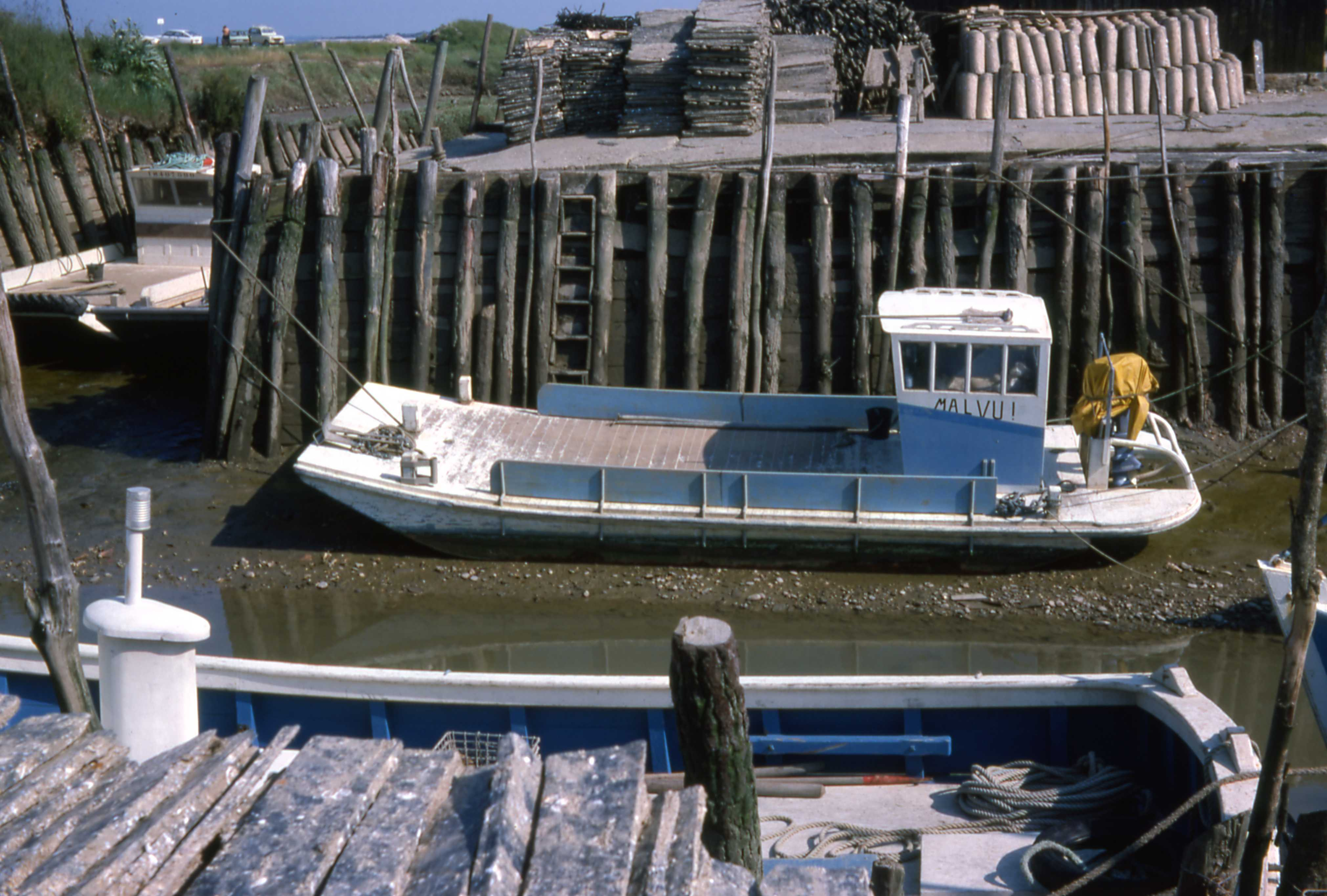
Bateau ostréicole.
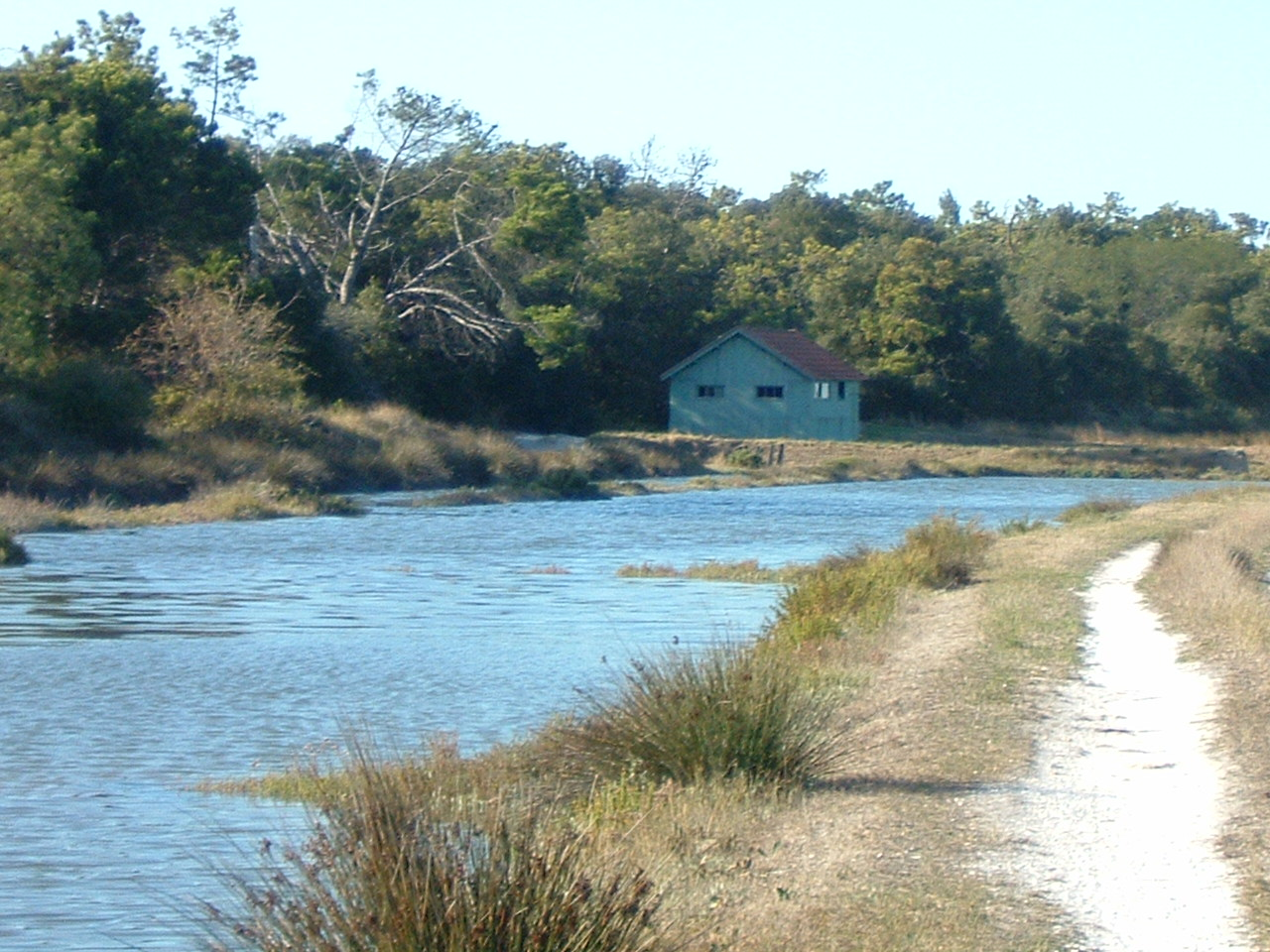
Cabane ostréicole à Fort-Royer.
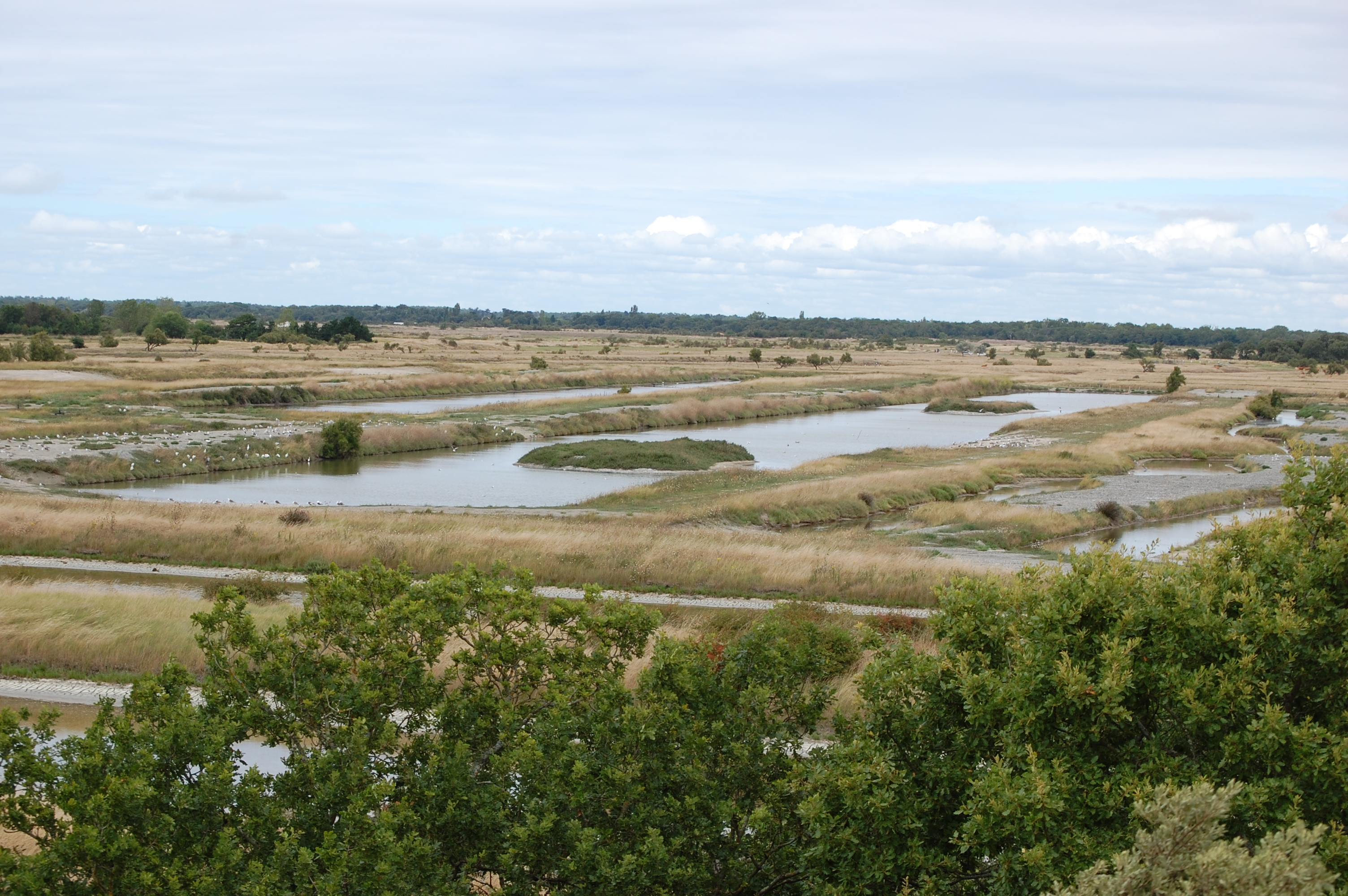
Marais, Saint-Pierre.
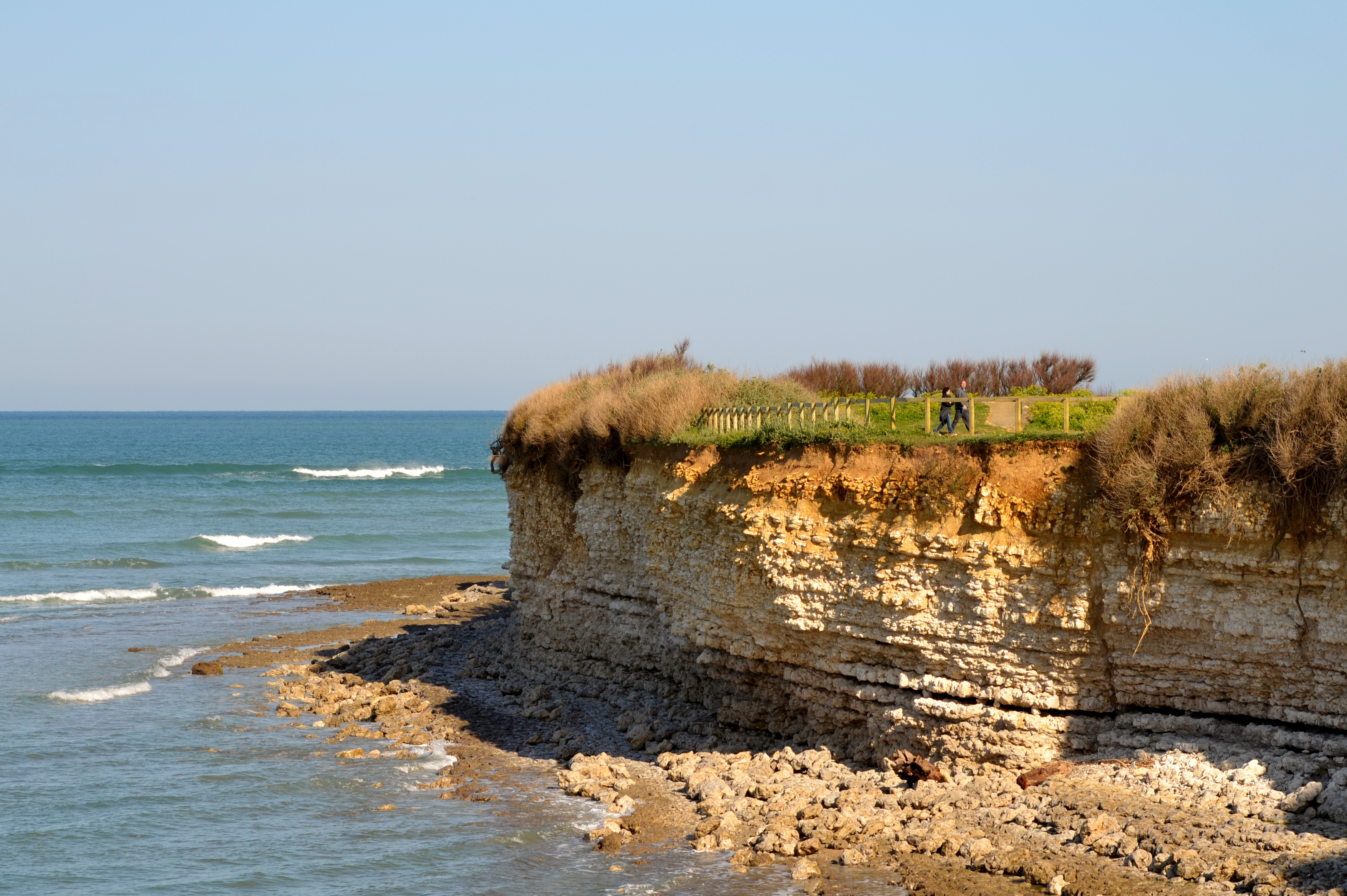
Falaise de Chassiron.
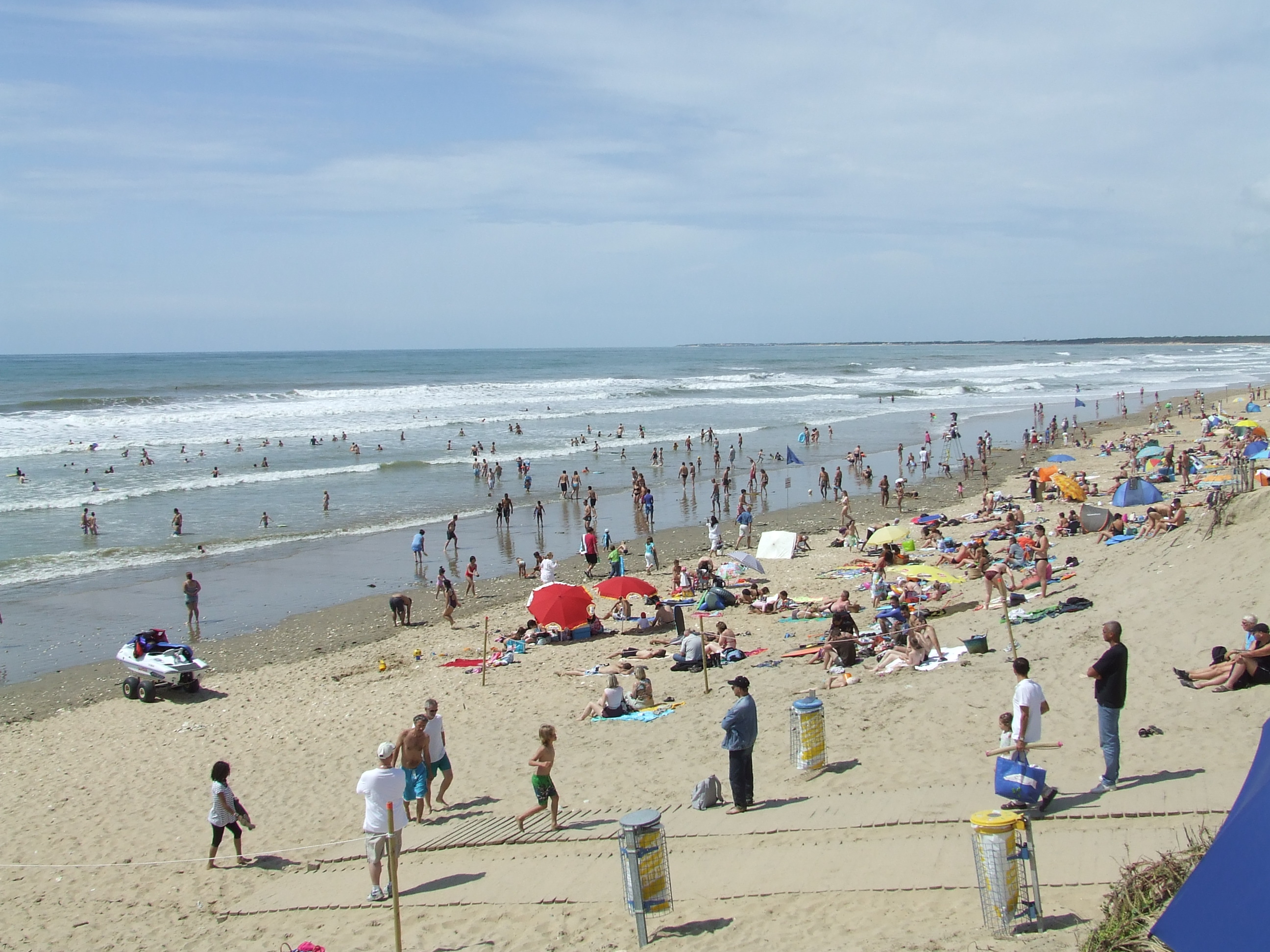
Oléron : Grande Plage, Le Grand-Village-Plage.
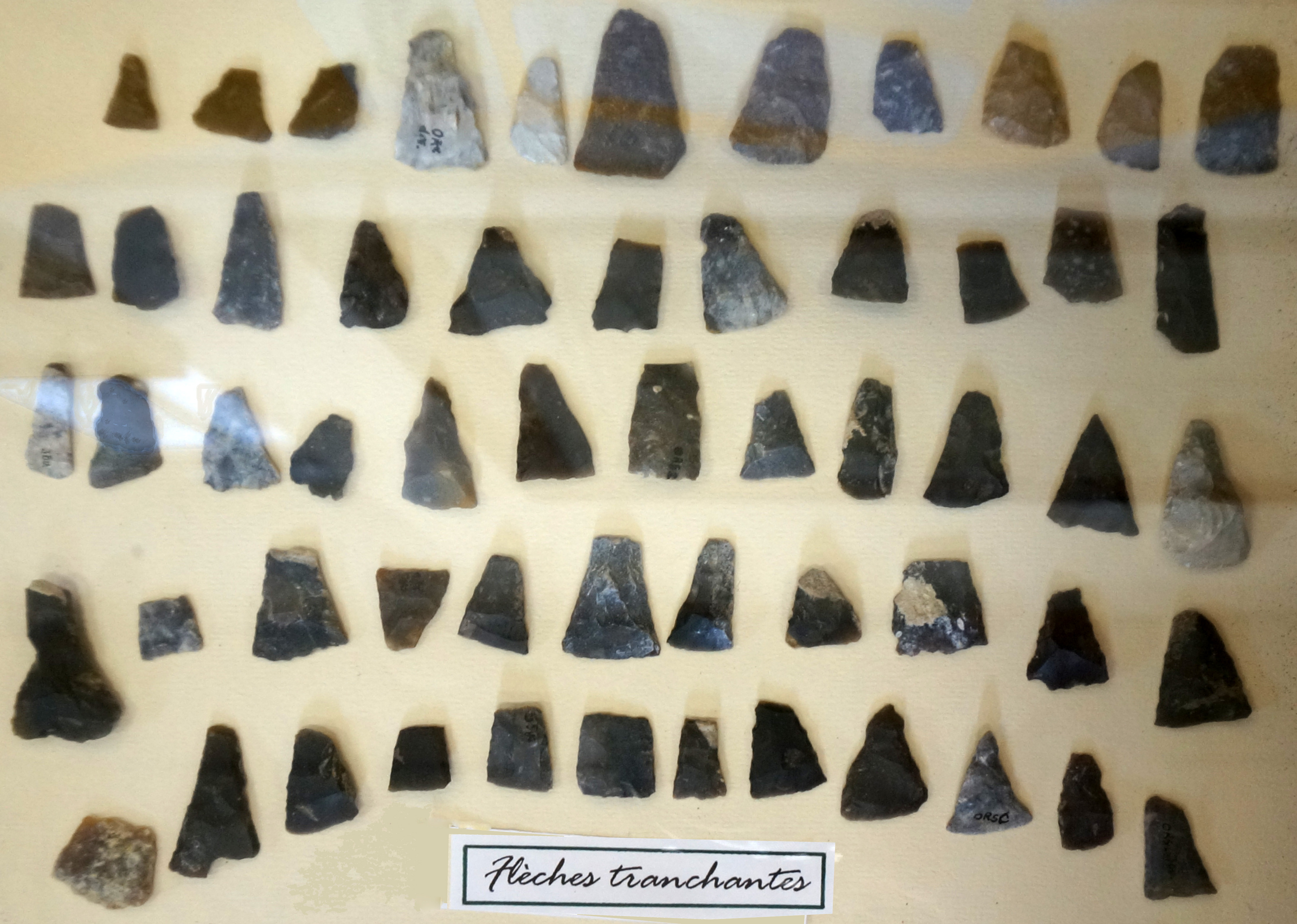
Pointes de flèches tranchantes trouvées sur l'île.
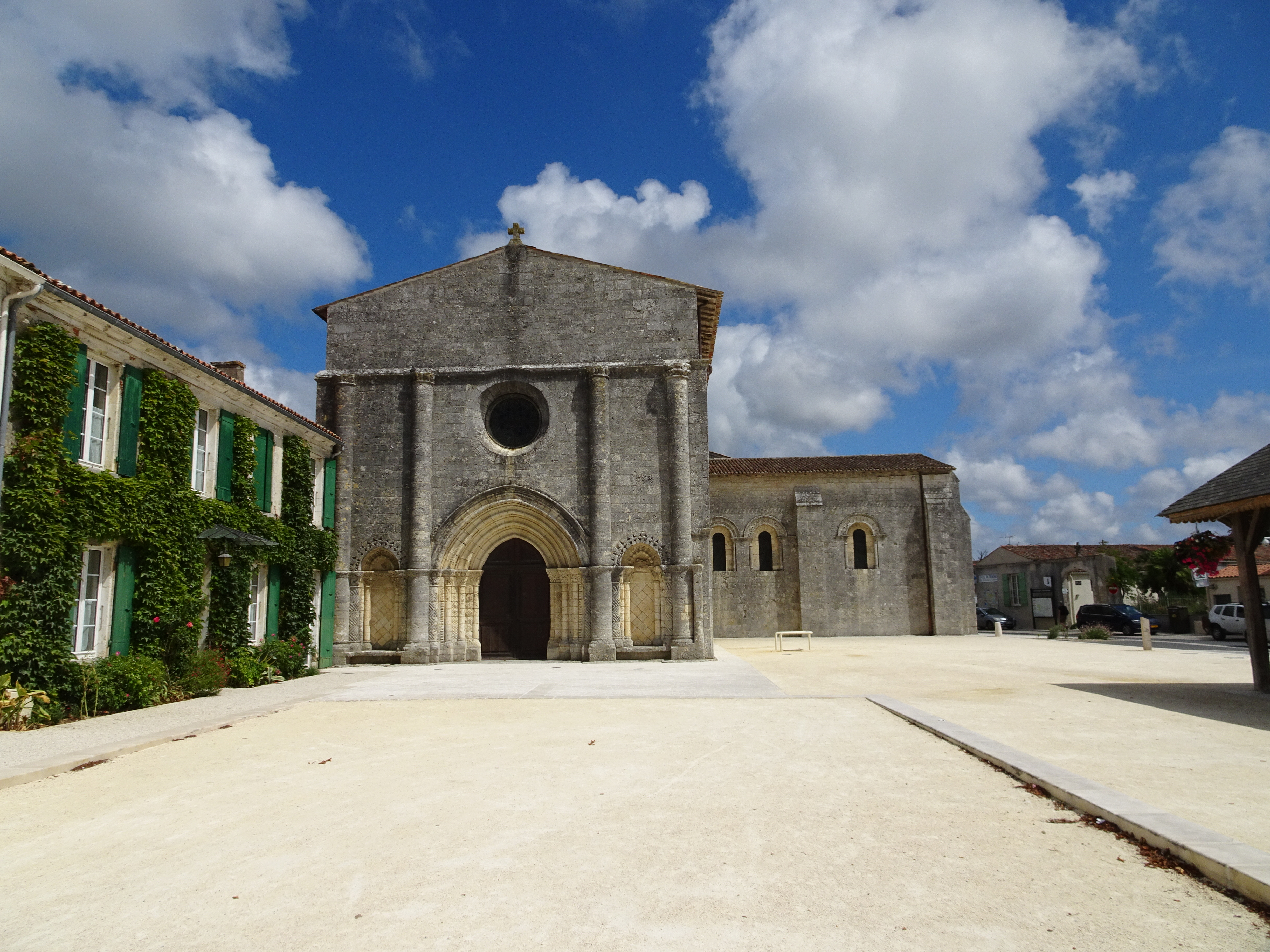
L'église Saint-Georges.
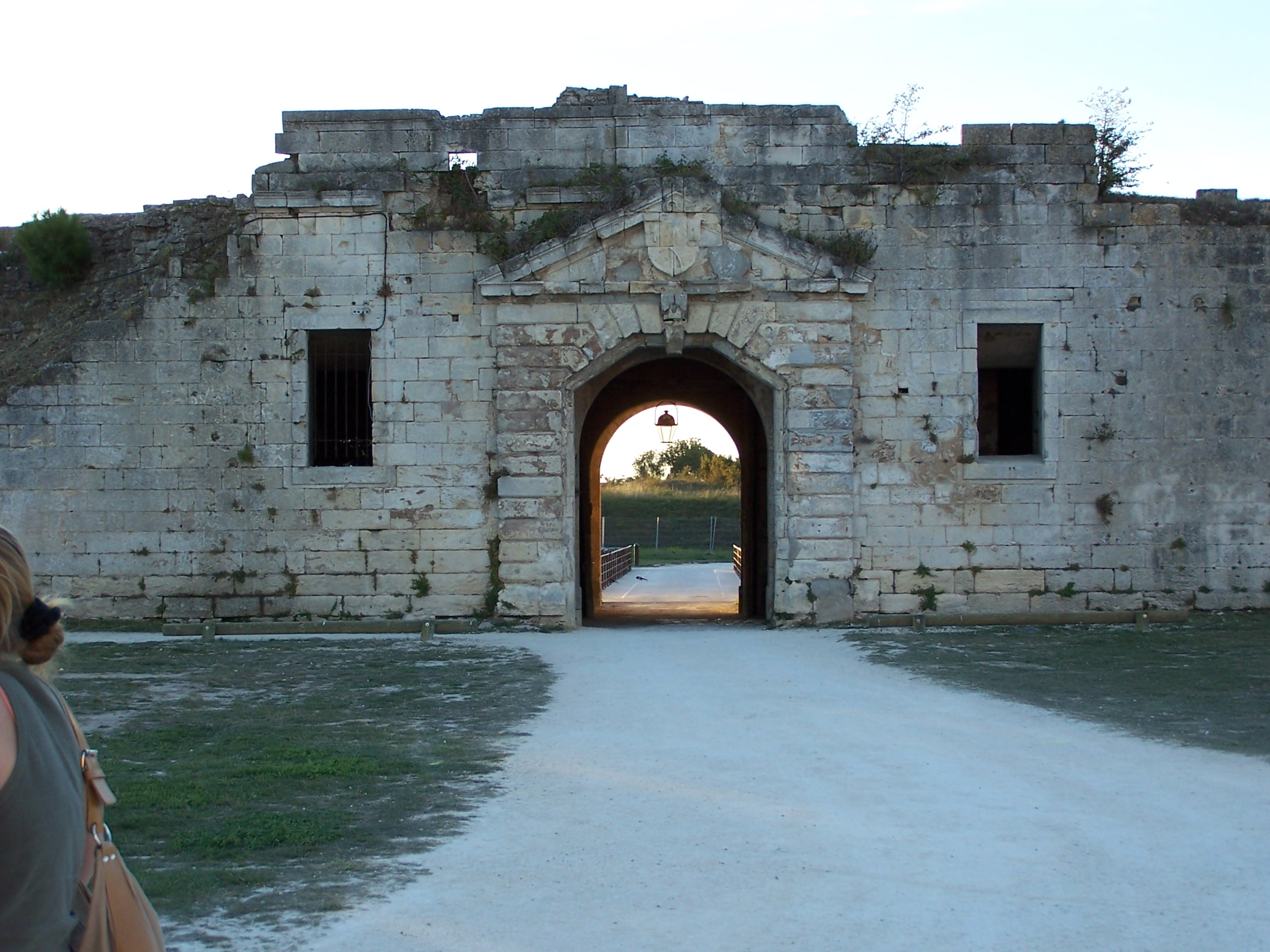
Citadelle du château d'Oléron.